# Synagogue de Thann
La synagogue de Thann est un lieu de culte juif de style néo-byzantin construit sous le Second Empire au centre de la ville de Thann, en Alsace, France.
La synagogue, le mikvé, le vestiaire, la maison du rabbin et le cimetière sont inscrits au titre des monuments historiques depuis 2016.

## Éléments historiques

### Situation et évolution de la propriété

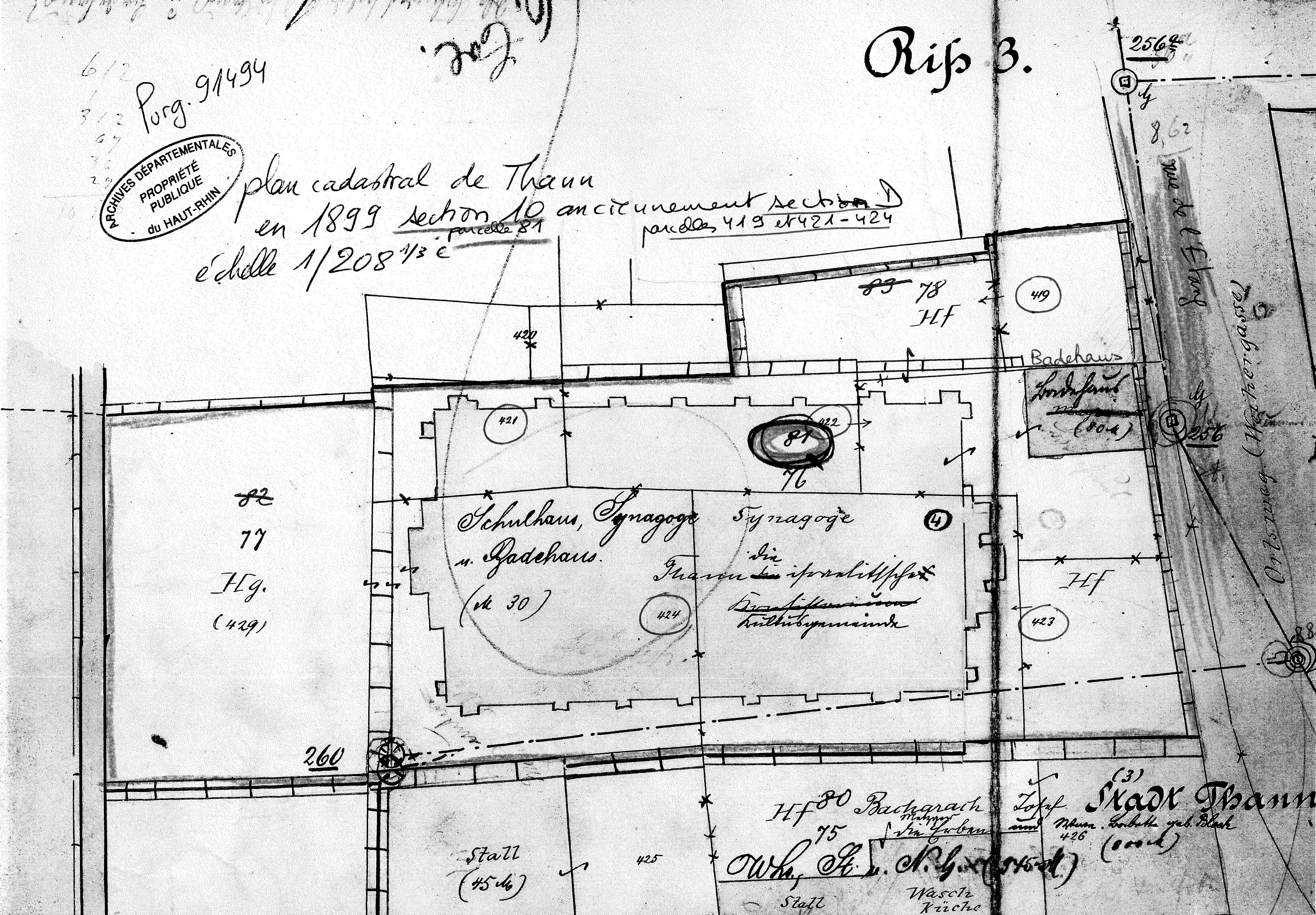
Plan cadastral de 1899, montrant l’emplacement de la synagogue et de la maison des bains.

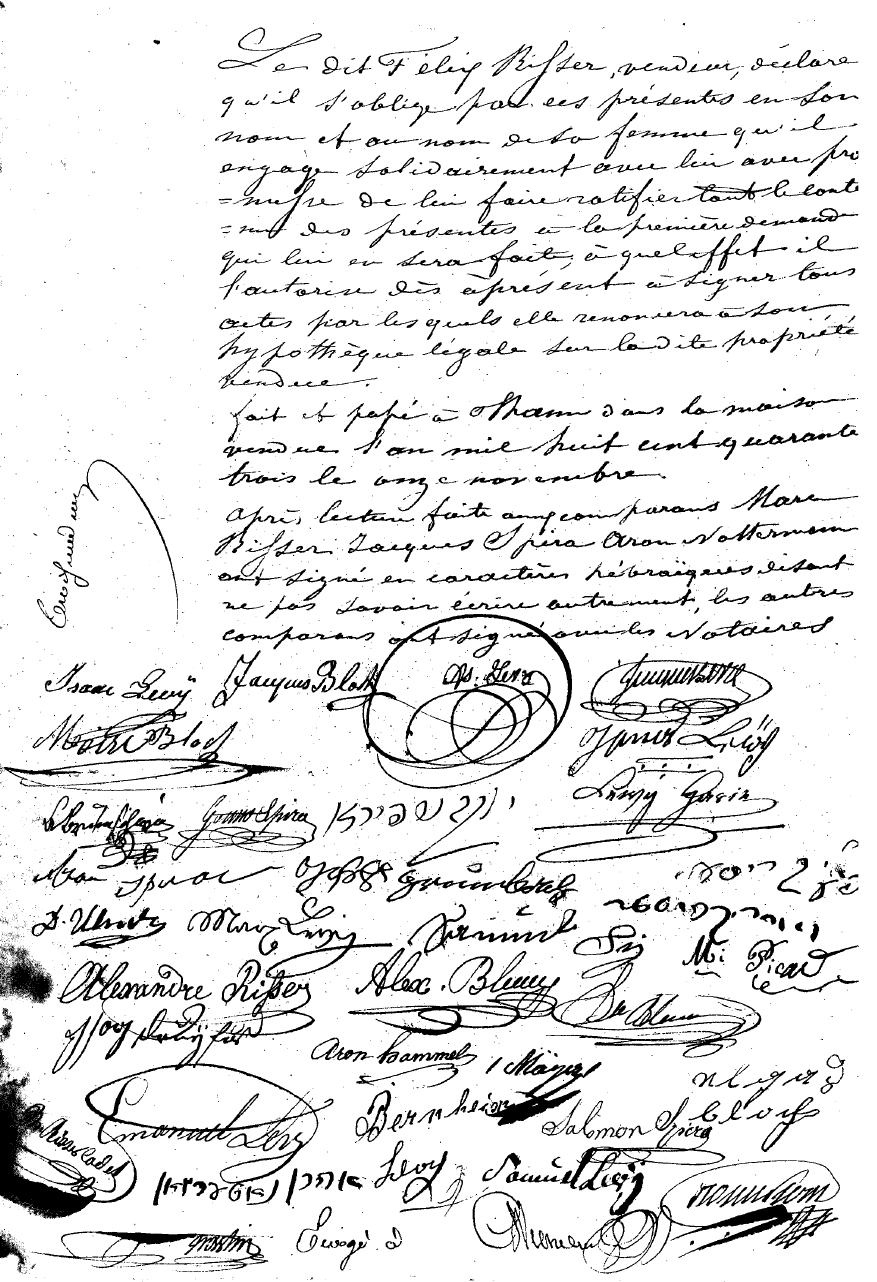
Acte notarié du 11 novembre 1843 comportant les signatures des membres de la communauté de Thann.

La parcelle qui porte aujourd'hui le no 150 de la rue de l'étang, section 10, portait le no 81 au moment de la rénovation du cadastre de Thann en 1899. Elle a été composée à partir des anciennes parcelles 419 et 421 à 424 de la section D.
Les parcelles D 423 et 424 (synagogue et jardin) sont déjà inscrites comme propriété de la communauté israélite de Thann en 1825, date du premier cadastre de la commune.
Les parcelles D 421 et 422 (jardin, ancienne prison) ont été achetées, par adjudication, à la commune de Thann le 24 mai 1841 par Félix Risser et Alexandre Blum.
Le 11 novembre 1843, Messieurs Blum et Risser ont revendu les parcelles à la communauté israélite de Thann et sont inscrites au cadastre comme leur propriété.(cote: 6 E 77/94 acte no 9163)
L'ancienne prison a été démolie.
Une nouvelle synagogue a été construite sur les parcelles D 421 à 424 dans les années 1860 (cote; 2o 1986).
Une petite maison des bains a également été construite sur ces parcelles, en bordure de la rue de l'Etang.
La parcelle D 419, qui se compose de sol et maison, est acquise par Abraham Spira fils, le 12 janvier 1874, au nom de la communauté israélite de Thann-Cernay.
La maison a été détruite entre 1874 et 1899. Elle ne figure plus sur le plan de bornage de 1899 (cote: AL 91494) mention en est faite dans les matrices cadastrales de Thann de 1899 et sur le plan cadastral levé par les géomètres la même année 1899. C'est un sol nu car la maison n’existe plus.
En 1926, le cadastre (cote:AL 97538) mentionne qu'un bâtiment (maison des bains) a été détruit et note qu'une construction nouvelle sur la parcelle 81 de la section 10 a été construite.
Sans doute la maison correspondant au logement du rabbin et au rez-de-chaussée à une petite Shoul (synagogue en Yiddish) et une salle pour l'enseignement de l'hébreu et des textes principalement pour les enfants.

### Histoire de la communauté juive de Thann et de la synagogue

#### La communauté juive de Thann

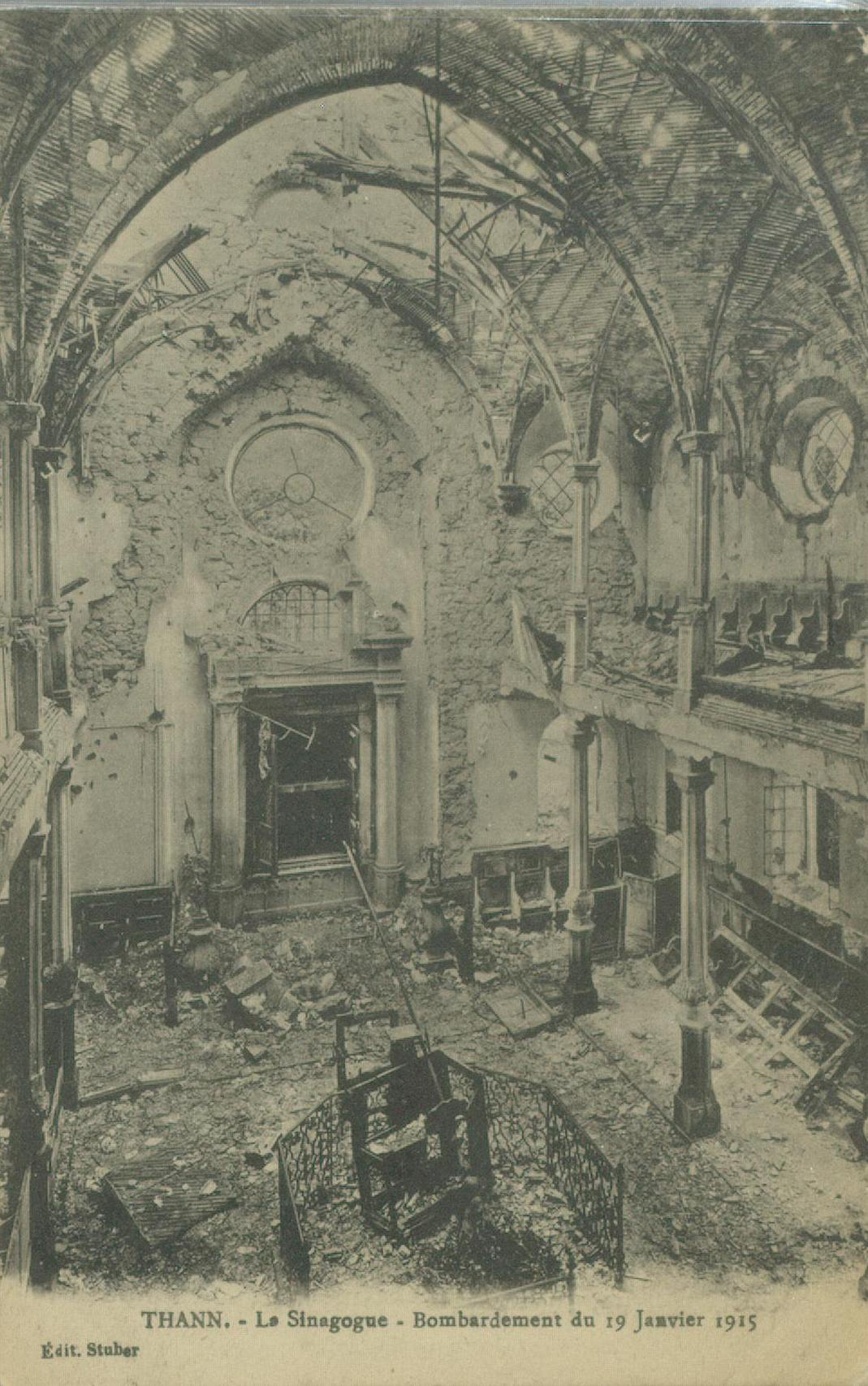
Vue d'intérieur de la synagogue, bombardement du 19 janvier 1915.

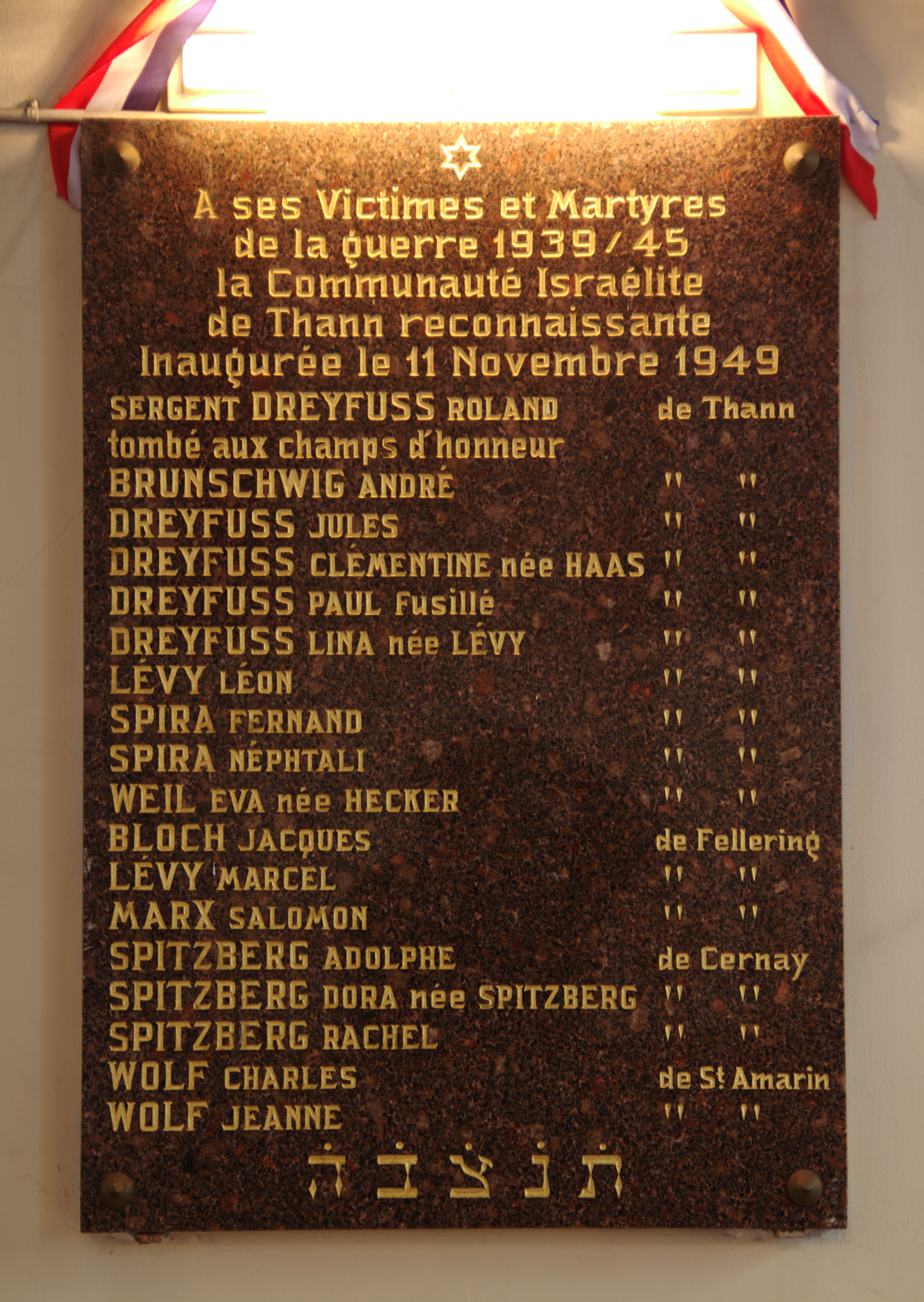
Plaque commémorative des victimes de la Seconde Guerre mondiale.

Une communauté juive a existé à Thann dès le XIIIe siècle.
En 1309 :  antisémitisme virulent. Des bûchers sont organisés à Thann et Roderen.
En 1396 : Meister Ysaac von Tanne'' est un bourgeois de Berne et un des plus grands bailleurs de fonds de cette région. Avant de s'installer dans la ville suisse, ce juif originaire de Thann avait séjourné à Colmar et avait acquis le droit à la bourgeoisie.
En 1350 : une « rue juive » est mentionnée. Elle se situait dans la partie nord-est de la ville, près des murs de la cité.
En 1473 : On recense trois familles juives dans l'enceinte de la ville.
En 1648 : fin de la guerre de Trente Ans : la Communauté peut renaître.
En 1653 : le premier Juif à s’établir à demeure à Thann est Lazare Brunschwig, marchand de chevaux. Le patronyme Brunschwig que portent des familles juives de Thann dans la seconde moitié du XVIIe siècle, rappelle qu’un de leurs ancêtres avait été membre de la communauté juive de Brunswick (Braunschweig), dissoute en 1510. D’abord domicilié à Reiningue, village qui dépendait de la seigneurie de Thann, Lazare Brunschwig se réfugie à Thann à l’arrivée de l’armée de La Ferté devant Belfort (1653). Après la mort de son protecteur franco-suédois en 1657, la ville de Thann essaie de s’en débarrasser. Elle accuse Brunschwig de tromper les bourgeois, de tenir synagogue, de travailler les dimanches et jours fériés. Les Thannois n’obtiennent pas gain de cause, même après la prise de possession de la ville par son nouveau seigneur, le cardinal Mazarin (1659). À ceux qui réclament son départ, l’intendant Colbert répond qu’il fallait faire en sorte qu’il quittât la ville de lui-même.
N’ayant pas de raison d’être attachés à la Maison d’Autriche, qui les a persécutés et bannis, les Juifs entrent également en contact avec les ennemis des Habsbourg, les Suédois et leurs alliés français. Ceux-ci leur font souvent un meilleur accueil que les anciennes autorités, encore toutes pétries d’antijudaïsme. Des nécessités de la guerre nait une collaboration qui profite aux deux parties. Cette collaboration entre Juifs et anciens officiers de l’armée franco-suédoise se poursuit après 1648. Ces derniers accordent leur protection aux Juifs dans les villes et les seigneuries où ils exercent leur pouvoir, soit comme gouverneurs soit comme nouveaux petits seigneurs (ex. les Rosen à Thann et à Bollwiller). Le pouvoir royal laisse faire, appliquant dans ce domaine la devise de Louis XIV : « Ne touchez pas aux affaires d’Alsace ».
En 1672 : l’intendant La Grange abolit dans les pays d’ancienne domination autrichienne le péage corporel auquel étaient soumis les Juifs. Un an avant, le roi s’était opposé à l’application d’une mesure d’expulsion générale ordonnée par le duc de Mazarin, gouverneur de l’Alsace. Celui-ci finit par tolérer la présence de Juifs même dans les seigneuries qui lui appartiennent personnellement (Thann, Issenheim, etc.).
En 1681 : le roi crée un rabbinat d’Alsace, calquant les institutions du judaïsme alsacien sur celles de la communauté de Metz.
En 1874 : deux écoles israélites accueillent les enfants à Thann (École de Filles et École de Garçons). En 1874, l'institutrice des filles quitte son poste, elle sera remplacée par le Rabbin Wurmser.
Garçons et filles bénéficiaient de deux heures d'enseignement religieux par semaine. Fin 1874, le Rabbin Wurmser assure huit heures de cours pour quarante élèves.
En 1784 : le pouvoir royal ordonne un dénombrement général des Juifs en Alsace qui atteste la présence de trente cinq Juifs à Thann. La communauté était présidée par Marx Brunschwig, descendant direct du fondateur de la communauté, Lazare Brunschwig. On note que dès 1700 Marx Brunschwig possédait une maison près de l’étang dans cette rue où s'élève la synagogue.
En 1885 : la Communauté juive compte six cent trente pratiquants.
En 1899 : on note sur le plan cadastral la présence d’un Badehaus – maison des bains, Mikvé ? –
En 1915, la synagogue et la maison des bains sont fortement endommagées par des tirs d’artillerie lors de la première guerre mondiale.
En 1928 : la Communauté compte quatre-vingt-dix personnes (Benjamin Schick).
En 1932 : la Communauté compte vingt huit hommes, trente deux femmes et quarante deux enfants.
En 1934 : la Communauté compte vingt hommes, vingt quatre femmes et vingt enfants (Lucien Dreyfus, président).
En 1935 : selon son président, la communauté israélite de Thann compte vingt cinq hommes, trente deux femmes et vingt deux enfants.
Avant 1940 : la Communauté juive de Thann compte cent soixante personnes.
Listes des Juifs nés ou ayant habité à Thann qui ont péri en déportation : Armand Bacharach (1889), Maurice Bloch (1881), André Brunschwig (1926), Caroline Dreyfus née Lévy (1888), Jules Dreyfus (1871), Marie Friedler (1912), Léonie Lévy (1860), Simone Lévy née Lévy (1891), Jules Dreyfus (1871), Léon Fischer (1913), Gaston Meyer (1907), Fernand Spira (1878), Nephy Spira (1874), Anne Vaserman (1900), Hanni Blanc née Dreifuss (1874), Isaac Wurmser (1860)
Le 8 décembre 1944 : libération de Thann ; la Communauté ne compte plus que trente cinq survivants.
En 1983 : dernier mariage célébré à la synagogue de Thann.

## Lesrabbinsde Thann

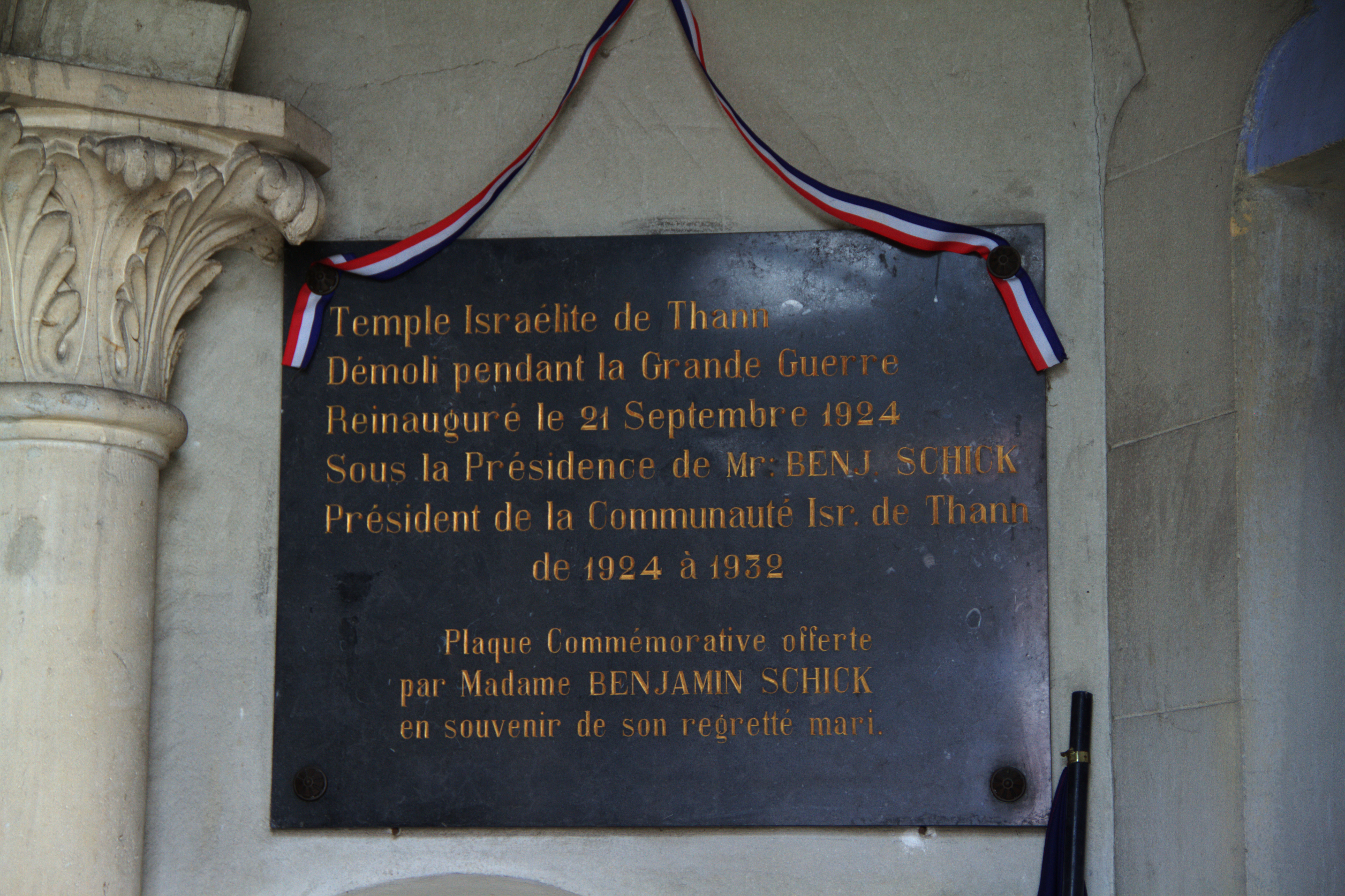
Plaque à la mémoire de Benjamin Schick, président de la communauté de 1924 à 1932

- Entre 1686 et 1716, Thann était le siège d’un rabbin itinérant, Rabbi El’ hanan Elsass, alias Daniel Salomon, dont on retrouve le nom dans les procès-verbaux de l’administration du cimetière régional de Hégenheim, Haut-Rhin[15].

À partir de 1818, les offices religieux se déroulent dans un oratoire installé dans une grange.
- Le rabbin Salomon Moock, né à Frœschwiller (Bas-Rhin), le 19 mai 1833, décédé en 1898 à Mulhouse.

Il fait ses études rabbiniques à Metz. Rabbin de Thann de 1858 à 1873, Salomon Moock avait fait toute la guerre et fut aumônier de l’Armée du Rhin avant d’être attaché à la Garde Impériale. Salomon Moock était un écrivain disert, et les journaux juifs de Paris, L’Univers israélite et les Archives Israélites, publièrent de nombreux articles de sa plume. Salomon Moock sera le premier rabbin permanent de Thann.
Il y fonde l’école israélite de garçons et celle de filles. La communauté, jusqu’alors dépendante de Soultz, possède désormais son propre rabbinat. Diplômé, Salomon Moock devient grand-rabbin de Mulhouse en 1873.
- De 1873 à 1893, le rabbin Joseph Moïse Wurmser né en 1830 à Soultz, décédé en 1893 à Thann, fils du rabbin Raphaël David Wurmser, assure huit heures de cours pour quarante élèves.

- De 1893 à 1915, et à nouveau à partir de 1928, le rabbin Benjamin Meyer, né en 1867 à Schwindratzheim, Bas-Rhin, décédé en 1934 à Strasbourg) est domicilié à Fellering, Haut-Rhin[7], il enseigne à onze élèves. En 1919, il enseigne également le Talmud Torah à Thann. La ville le rémunère et lui attribue un logement[18].

- 1925 : création d’un poste de ministre-officiant, « rétribué sur les fonds de l’État », en compensation d’un poste supprimé à Réguisheim, Haut-Rhin[19].

- 1926 : le rabbin touche une subvention annuelle de 500 Francs[20].

- 14 août 1934 : vote favorable par le Conseil Municipal du maintien du rabbinat.

- Jean Zundel Eichiski, un rabbin d’origine polonaise né en 1903 qui a étudié au Séminaire israélite de France de 1922 à 1927 et qui arrive de Lunéville est nommé à Thann, quelques années avant la Seconde guerre mondiale avant d'être rabbin à Grenoble (en poste en 1942)[21] puis à Paris. Il fut nommé  aumônier général pour le culte israélite par le Consistoire central en novembre 1946. Sa bibliothèque personnelle d’avant la guerre comprenait 3 000 volumes en hébreu, français et langues diverses, la collection complète de la Revue des Études Juives, des Encyclopédies et une collection complète de la plupart des théologiens juifs (en hébreu)[22].

Il est l’auteur de L’Histoire Sainte en tableaux en novembre 1939 en tant que rabbin de Thann. Le premier chapitre est consacré à la jeunesse française des trois confessions : juive, catholique et protestante. Ce livre est préfacé par René Hirschler, grand rabbin de Strasbourg et du Bas-Rhin, par le rabbin Abraham Deutsch, directeur du Talmud Torah de Strasbourg, par Ernest Weill, grand rabbin de Colmar et du Haut-Rhin, et de Nathan Netter, grand rabbin de Metz et de la Moselle.
- Après la Seconde Guerre mondiale, le rabbin Jean Poliatschek (1914-1993) est nommé en 1948 à Thann, année de restitution de la synagogue à la communauté [10].

## Les ministres-officiants[23]
- Singer Nathan ex Nathan Lazare, né en 1756 à Firdt (Prusse), fils de Lazare et Caroline Frankloster, décédé le 10.03.1846 à Horbourg  époux de Lévy Julie Jentele Chantre et instituteur, cité en 1808 lors de la prise de noms.
- Stern Josué Samuel, né le 13.10.1803 à Bergheim, fils de Bernard Benjamin Stern (ministre-officiant) de Bergheim et de Pauline Bloch de Niedernai, décédé à Thann le 17.09.1877, époux de Nanette Brunschwig de Thann puis de Babette Aubheimer après 1860. Ministre-officiant à Thann de 1820 à 1832, son épouse Nanette lui a donné huit enfants à Thann de 1830 à 1841. En 1832, il est nommé à Colmar, mais semble avoir résidence permanente à Thann jusqu’à son décès en 1877.
- Kahn Jacob, né le 04.08.1780 à Kriegshaber, fils d’Israël Kahn (ministre-officiant à Kriegshaber) et Magdeleine Kahn, décédé le 28.11.1836 à Thann, époux de Pauline Bollach d’Habsheim. Ministre-officiant de 1832 jusqu’à son décès en 1836.
- Stern Aron, cité ministre-officiant en 1833 pour 234 fidèles.
- Lévy Abraham, ministre officiant de fin 1836 au 01.04.1840
- Gradwohl Isaac, né le 09.04.1820 à Odratzheim, fils de Lazare Gradwohl (ministre-officiant) et de Adèle Blum, décédé le 13.02.1889 à Soultz-Haut-Rhin, époux de Dorothée Hirtz de Ribeauvillé. Ministre-officiant et sacrificateur du 07.04.1840  au 03.02.1858, il eut trois enfants à Thann et fut nommé à Soultz (68).
- Wurmser David, né le 16.10.1824 à Hattstatt, fils du rabbin de Soultz Raphaël Wurmser et de Judith Dreyfuss, époux de Rosine Lévy de Soultz. Il était teinturier, ministre-officiant et sacrificateur. Très mobile, il a exercé dans de nombreuses communes du Haut-Rhin et n’est resté semble-t-il à Thann, qu’au cours des années 1859/1860.
- Kahn Moïse, cité par AIU comme ministre-officiant à Thann en 1875
- Cohn, cité par l’annuaire des Archives Israélites comme ministre officiant à Thann de 1888 à 1905
- Kauffmann Fernand, né le 12.04.1870 à Soultz-sous-Forêts, déporté et décédé à Auschwitz avec son épouse Mélanie Lehmann, le 13.04.1944. Ministre officiant à Thann, avant 1898, puis à Strasbourg
- Wolff Lambert, ministre-officiant à Thann de 1902 à 1905, puis à Dijon[24].

## La construction, reconstruction et restauration de la synagogue

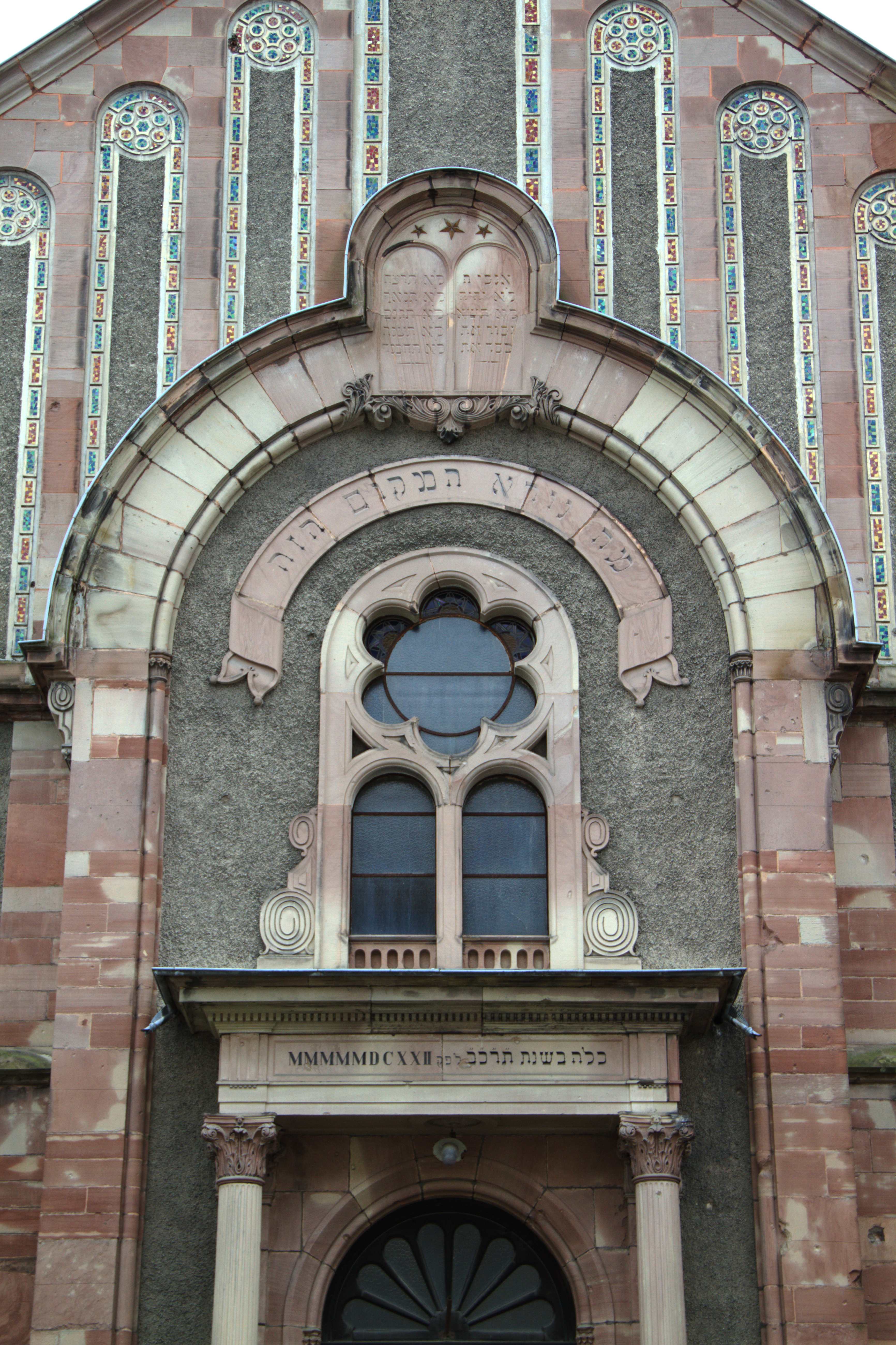
Les inscriptions de la façade.

1817-1818 : édification du premier lieu de culte, à partir d’une grange désaffectée.
22 octobre 1859 : décision de démolir l’ancienne synagogue. « Nous apprenons que la communauté israélite de Thann vient de décider la démolition de la synagogue bâtie en 1817 ou 1818 et sa reconstruction sur une plus grande échelle. Les installations de la communauté juive avait une synagogue, une école juive, un bain rituel et un cimetière ». Après rachat des terrains nécessaires, une synagogue est conçue en 1859-1862 par l’architecte Poisat architecte à Belfort qui est chargé de la rédaction du projet du nouvel édifice et fait de cet édifice « un objet d'embellissement pour un des quartiers de la ville, en même temps qu’il satisf[ait] à un besoin religieux depuis longtemps senti. », puis Heilmann assure les travaux de maîtrise d'œuvre pour sa construction. La maison rabbinique est construite dans la foulée.
Le style néo-byzantin, choisi comme modèle pour cet édifice, se caractérise par l’emploi d’arcades et de voûtes en plein-cintre et de dômes. Il recourt à la brique, au stuc et, dans la décoration, à la mosaïque.
Après démolition de la « grange-synagogue » en 1859 et acquisition de l’ancienne prison de la ville, la synagogue de Thann actuelle est construite en style néo-byzantin, sur le même emplacement que l’oratoire, avec la maison du rabbin qui la borde, . Victor Heilmann en est l’architecte. Les tables de la Loi surmontent le porche et plusieurs baies formées de deux petites fenêtres géminées dont la forme rappelle aussi les tables de la Loi ornent la façade. La synagogue, située 5, rue de l’Étang,  est inaugurée en 1862.
Le pignon arborant un soleil n’a jamais été refait après guerre.
La façade comporte l’inscription Que ce lieu est redoutable ! מַה-נּוֹרָא, הַמָּקוֹם הַזֶּה (Genèse 28:17)
L’année juive est indiquée en chiffres romains au-dessus du porche : MMMMMDCXXII כלה בשנת ת״ר״ב״ב לפק Consacré en l’année 5622 du petit comput.
C’est le rabbin Salomon Moock, qui prononce le discours d’inauguration le 12 Siwan 5622 (10 juin 1862).
La synagogue est en partie détruite par un bombardement le 19 janvier 1915,,.
En 1922 : Charles Reibel, ministre des Régions libérées, entreprend les démarches nécessaires pour restaurer l’édifice, qui sera inauguré 22 Eloul 5684 (le dimanche 21 septembre 1924) sous la présidence de Benjamin Schick lors d'une cérémonie solennelle :
À 7 h : cérémonie d’adieu à l’ancienne synagogue provisoire du Bungert et transfert des Sforim – rouleaux de la Thora –  dans la nouvelle synagogue.
À 10h30 : remise solennelle des clés. Pishuli Scharey Zedeck par M. Mandelzweig ministre-officiant de Thann.
"La synagogue après les bombardements de 1915."

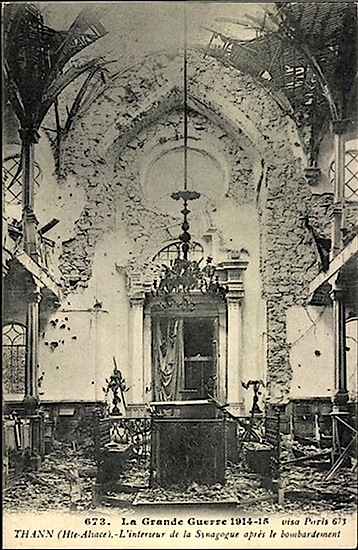
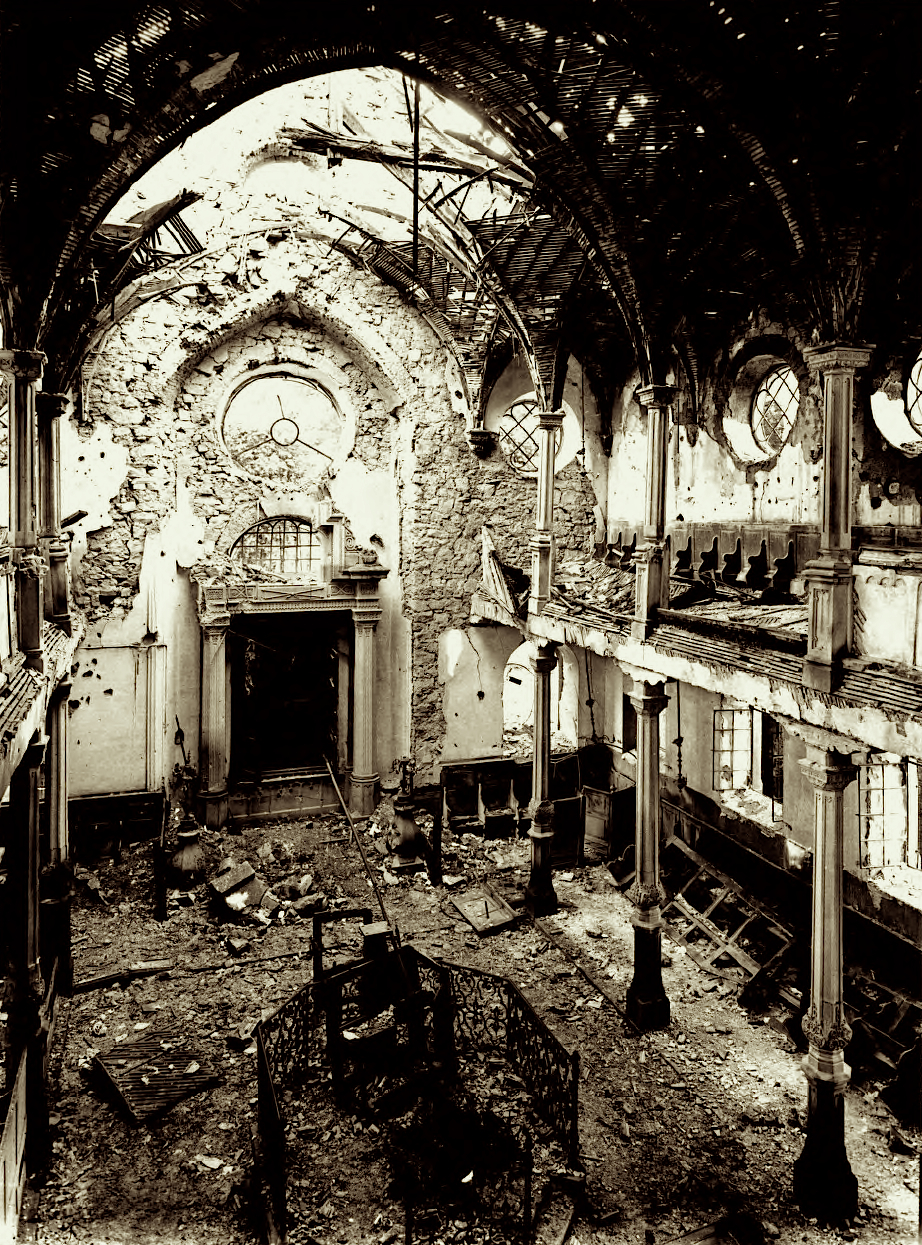
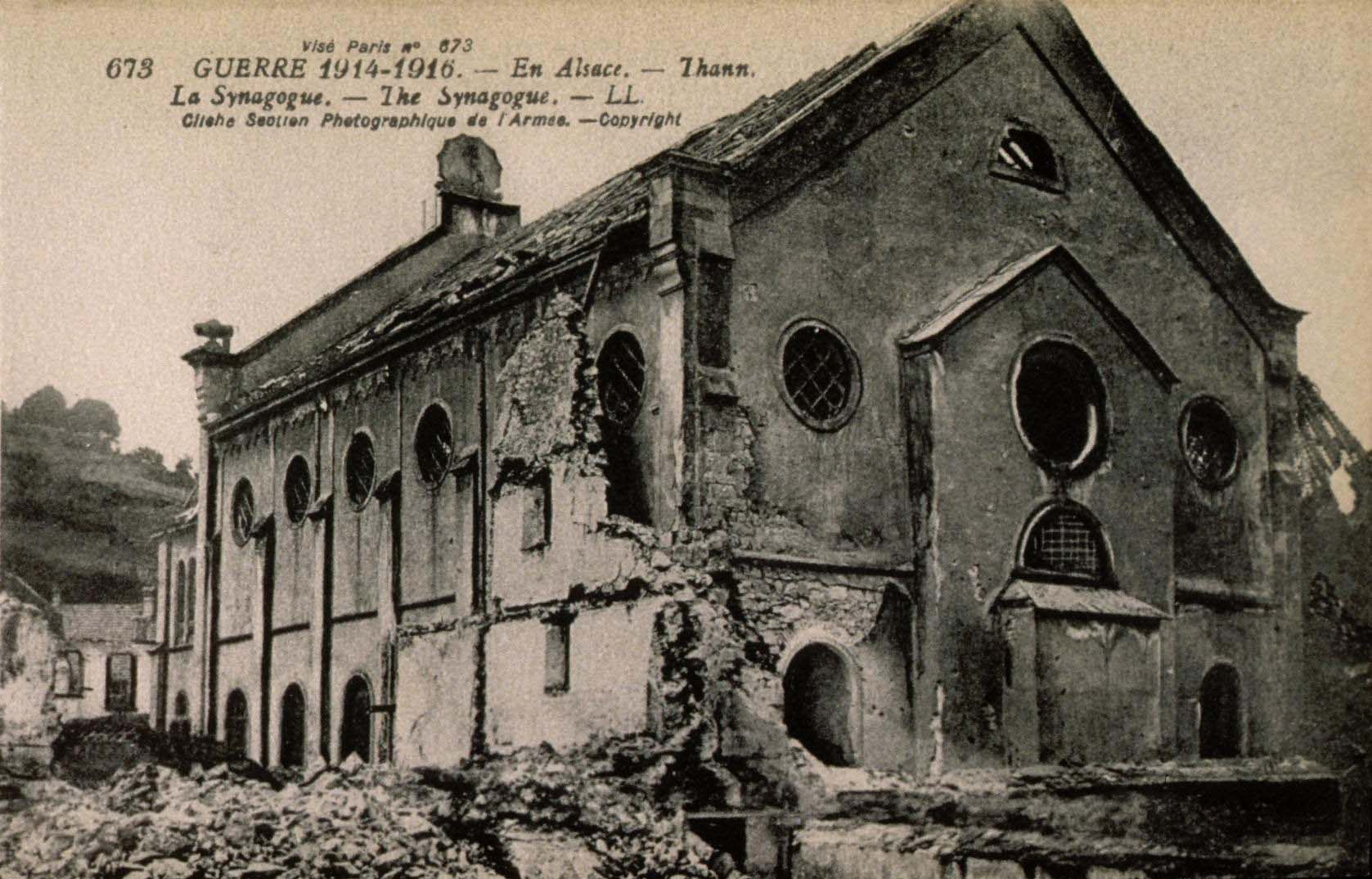

Saccagée sous l’occupation et transformée en local du Winterhilfswerk (service d’aide aux démunis mis en place par les Nazis), elle doit à nouveau être remise en état après restitution à la communauté, en 1948 (Rabbin Jean Poliatschek).
De nouveaux travaux de restauration sont entrepris en 1975.
Des  travaux  d'urgence ont, dans un premier temps, été  réalisés  pour  mettre  la  synagogue  hors  d'eau, et l'élaboration d'un programme général de restauration pluriannuelle a été confiée à Jean-Luc Isner, architecte du patrimoine, qui en assure depuis la maîtrise d'oeuvre.
"La synagogue dans son état actuel."

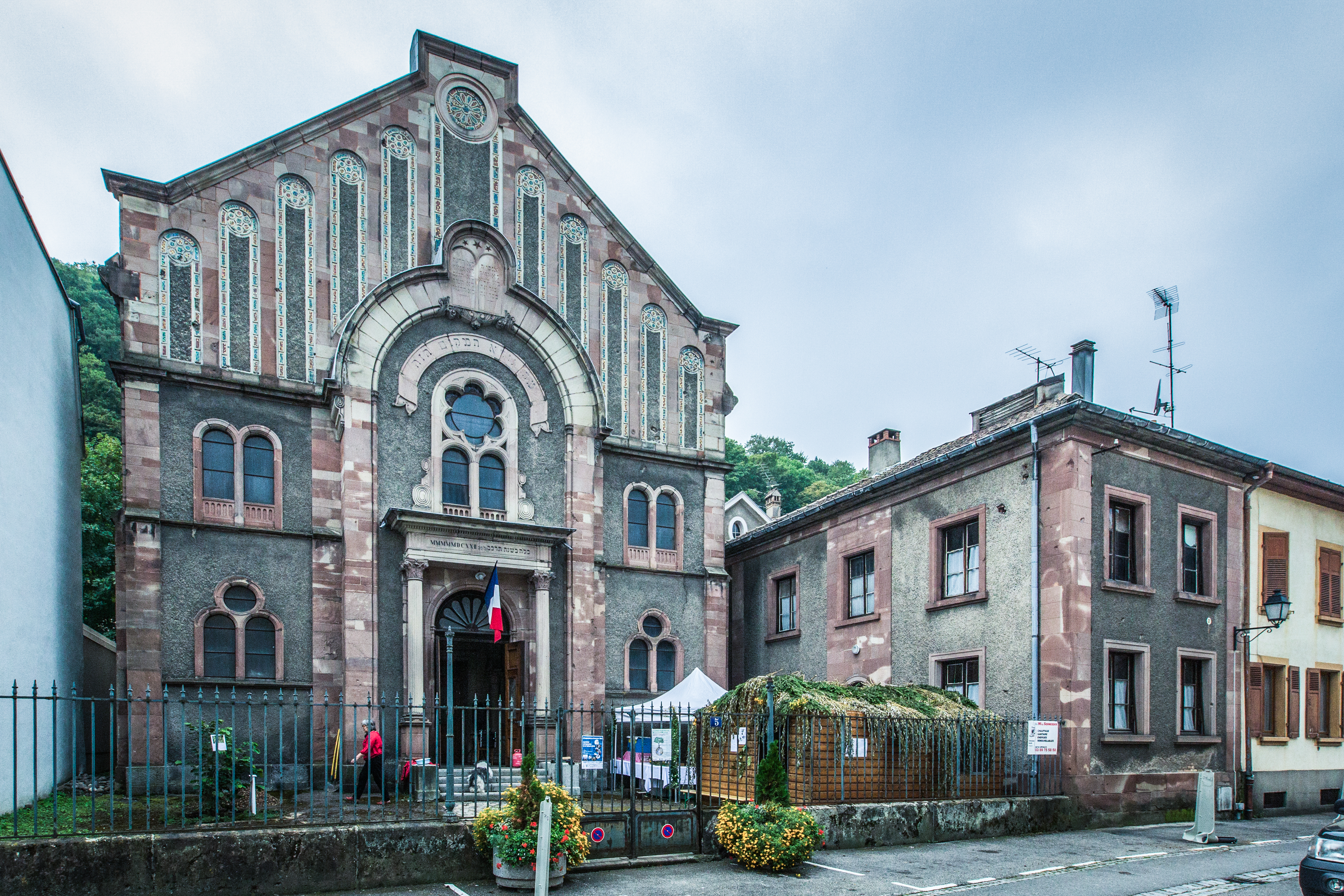
La synagogue, son parvis la maison du rabbin. Une soucca, visible dans la cour près de la grille
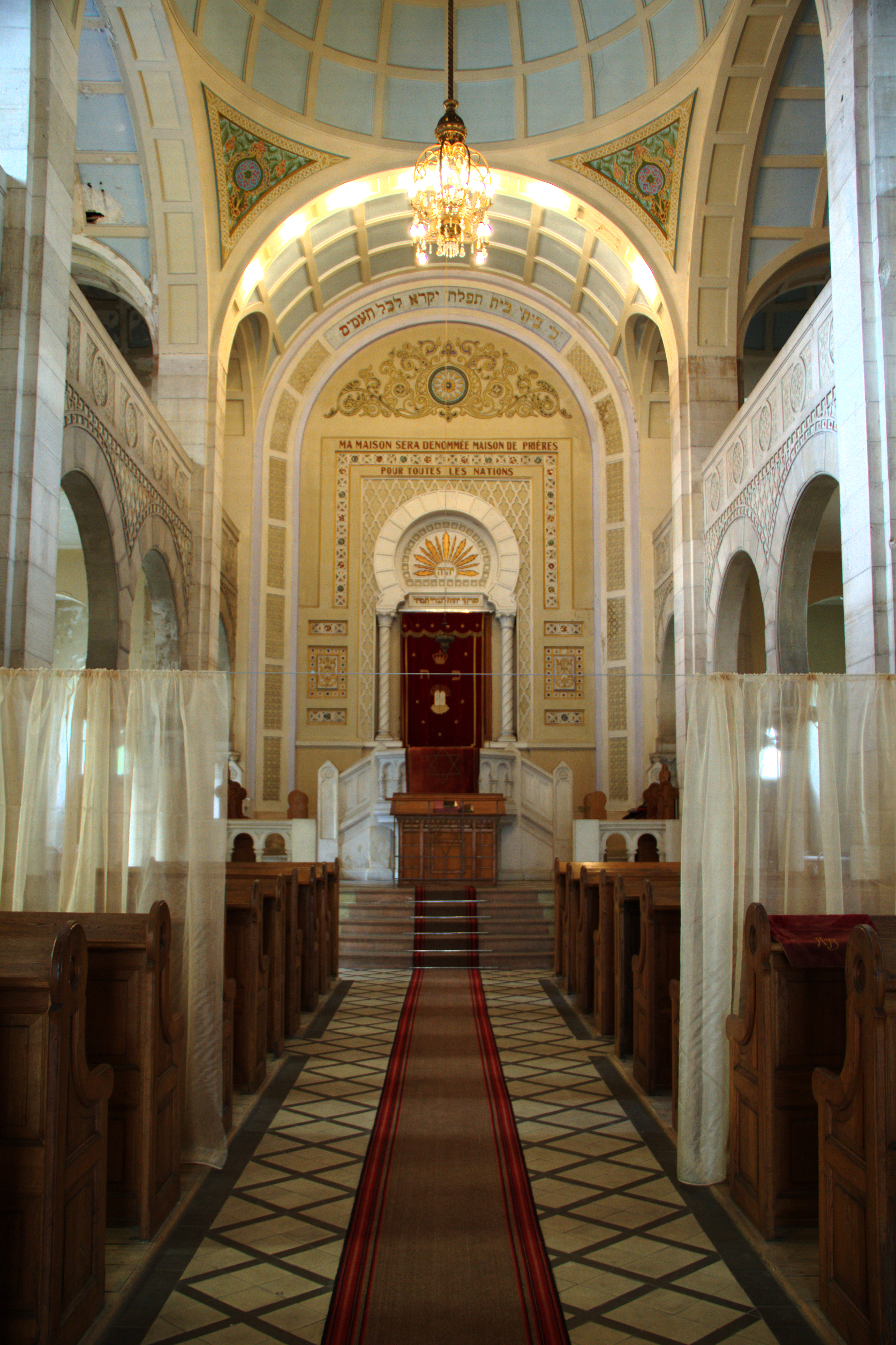
Intérieur de la synagogue.
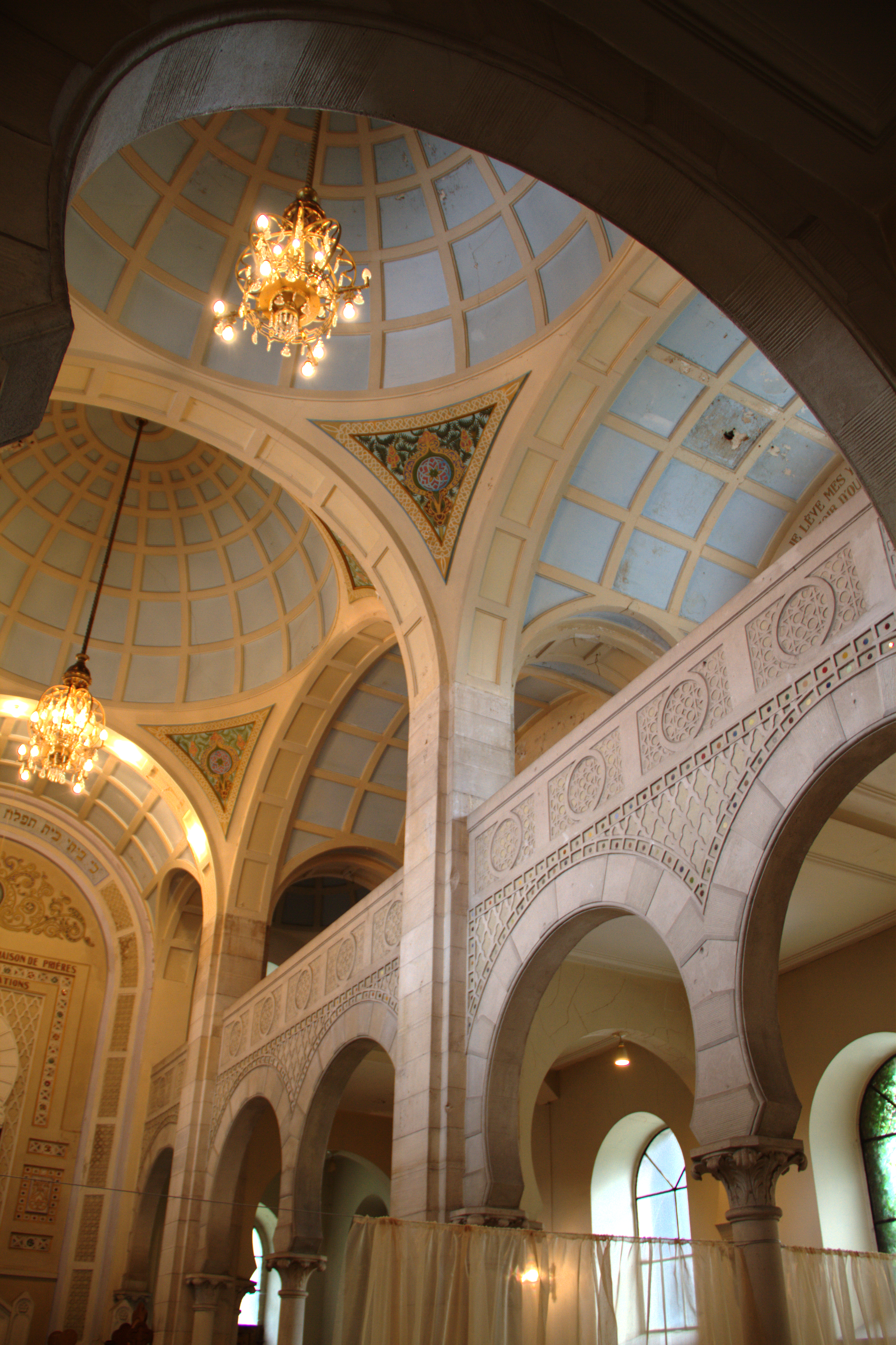
Intérieur de la synagogue.
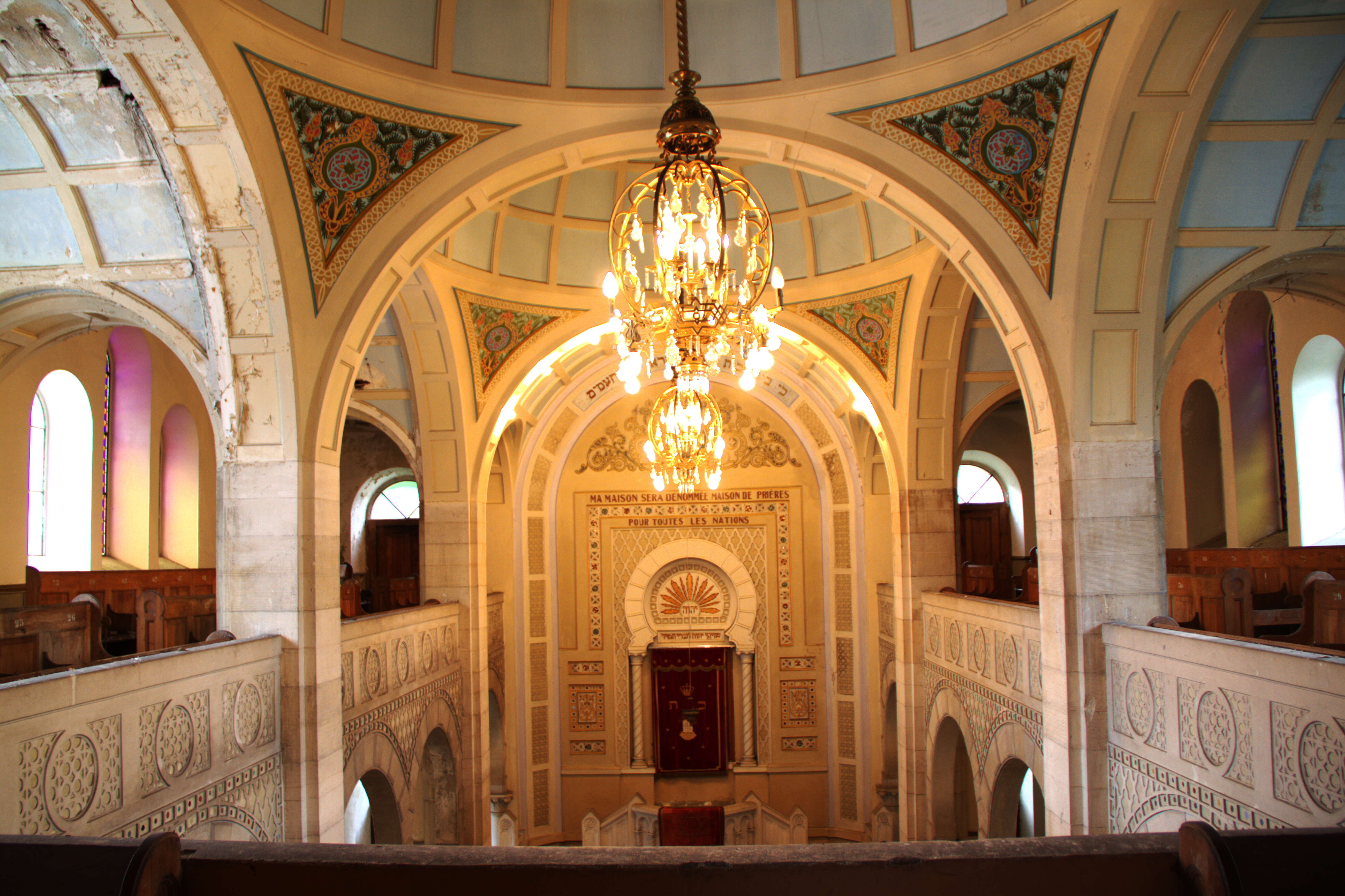
Intérieur de la synagogue.
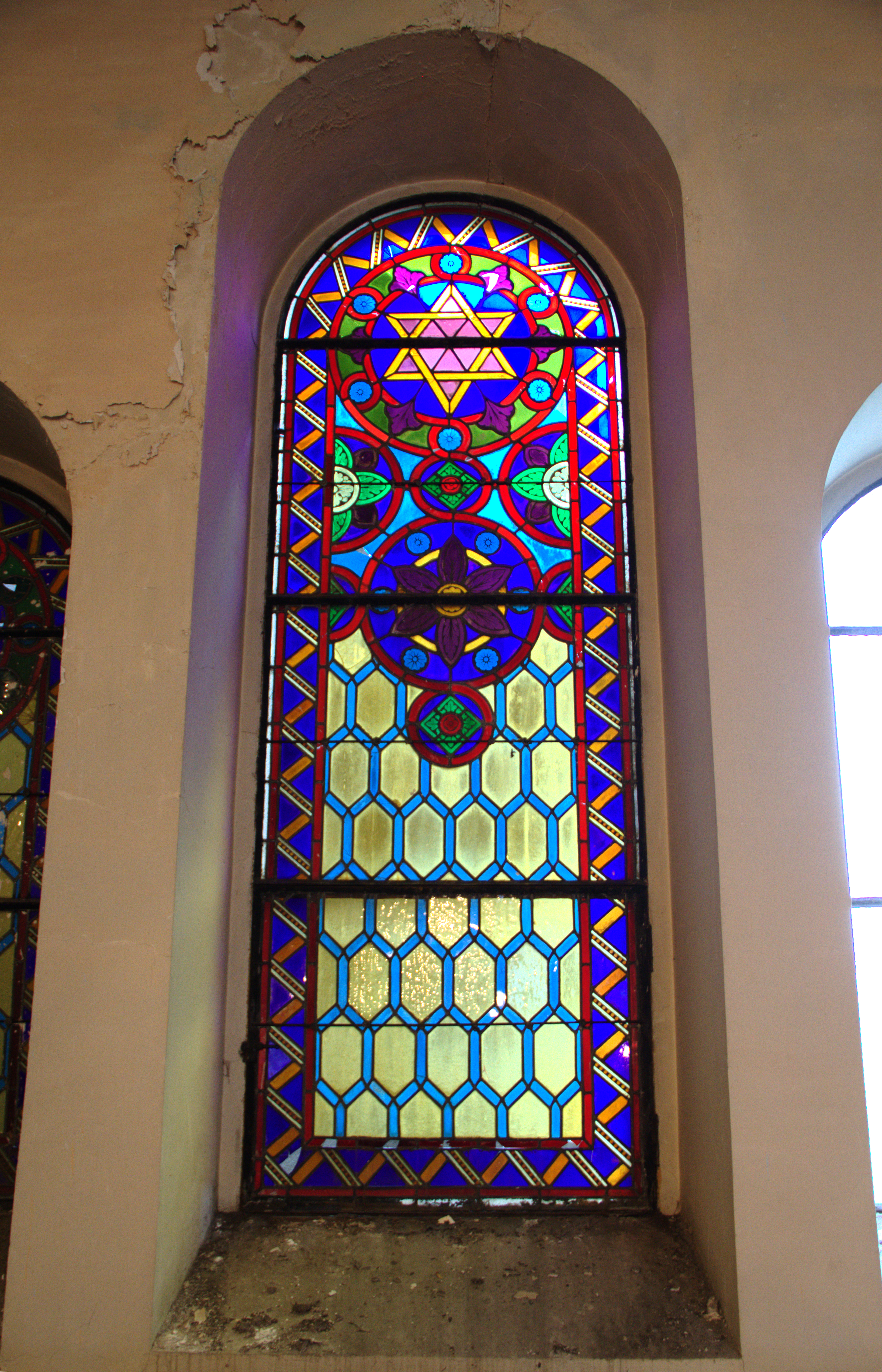
Vitrail de la synagogue.

## Le bain rituel
Le 17 mars 2014, l’Inrap mandatée par le DRAC entreprend des fouilles dans la cour de la synagogue, à l’emplacement de l’ancienne Badehaus dont la  présence était connue grâce à un plan de 1899, trouvé aux archives départementales du Haut-Rhin. La « maison des bains » avait été endommagée par des tirs d’artillerie au cours de la Première Guerre mondiale et remplacée par l’actuelle maison du rabbin, construite plus en retrait de la cour. À cette occasion, le bain rituel, daté de 1860, est retrouvé et dégagé.

Le bain rituel.
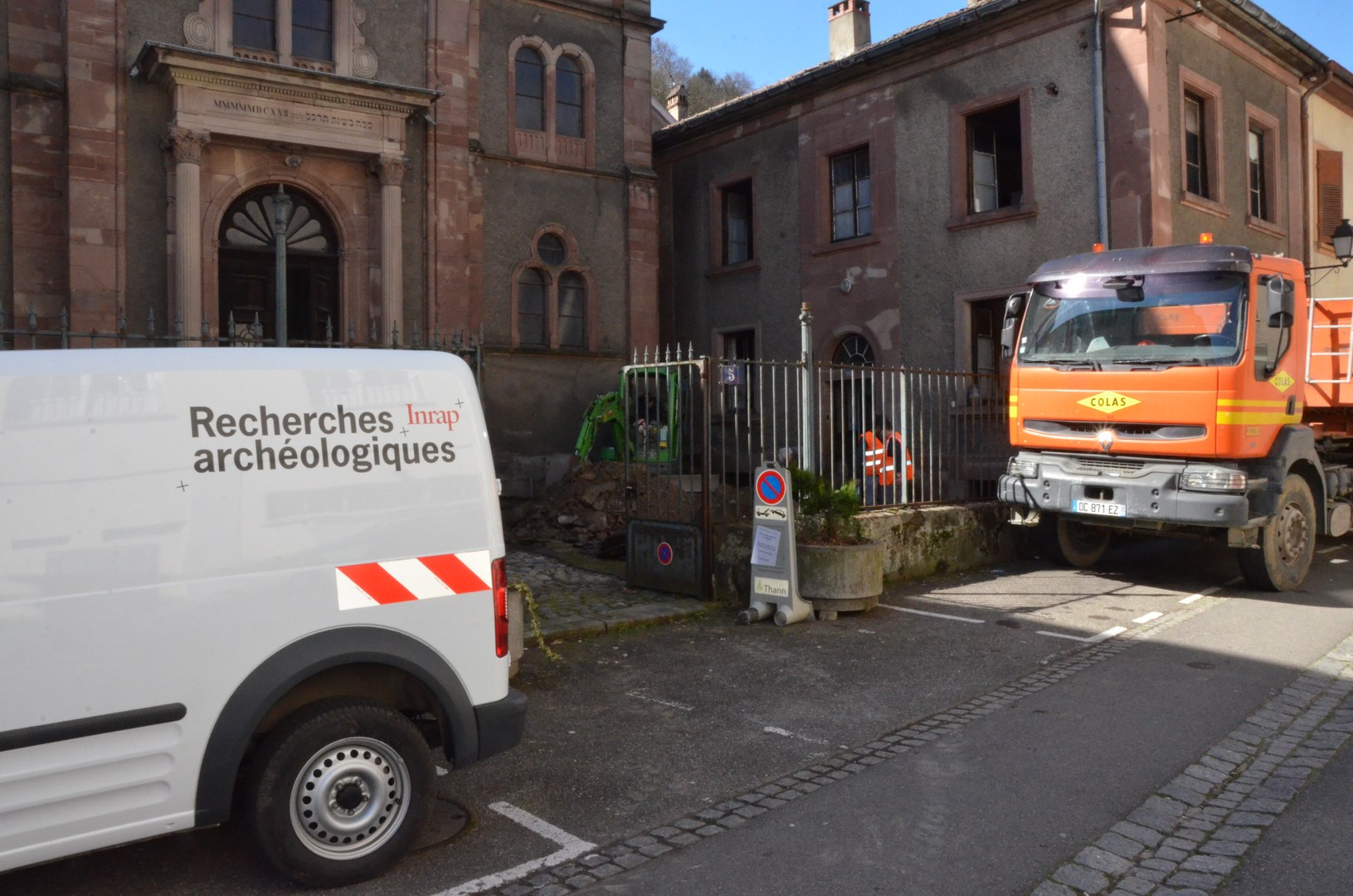
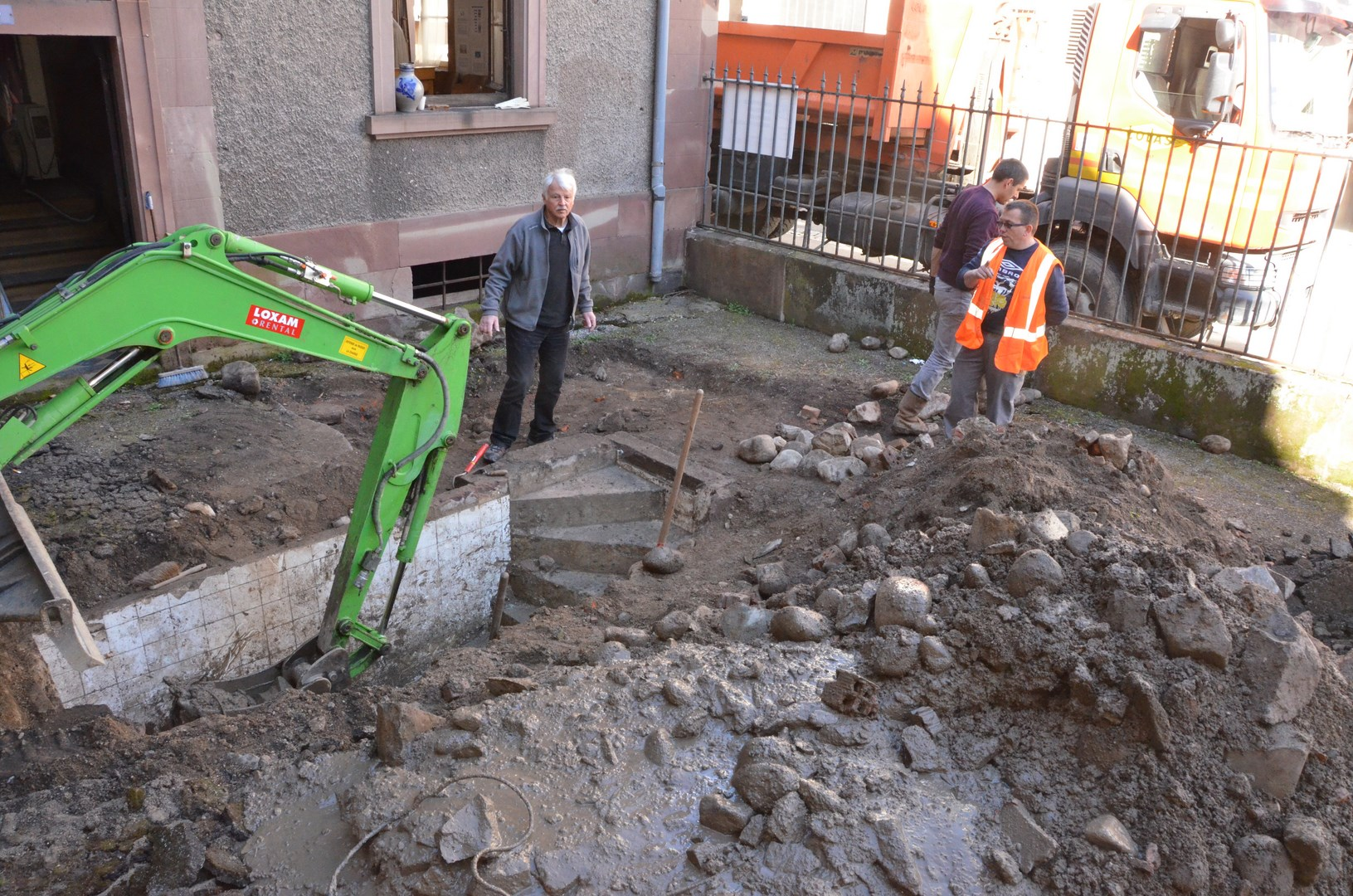
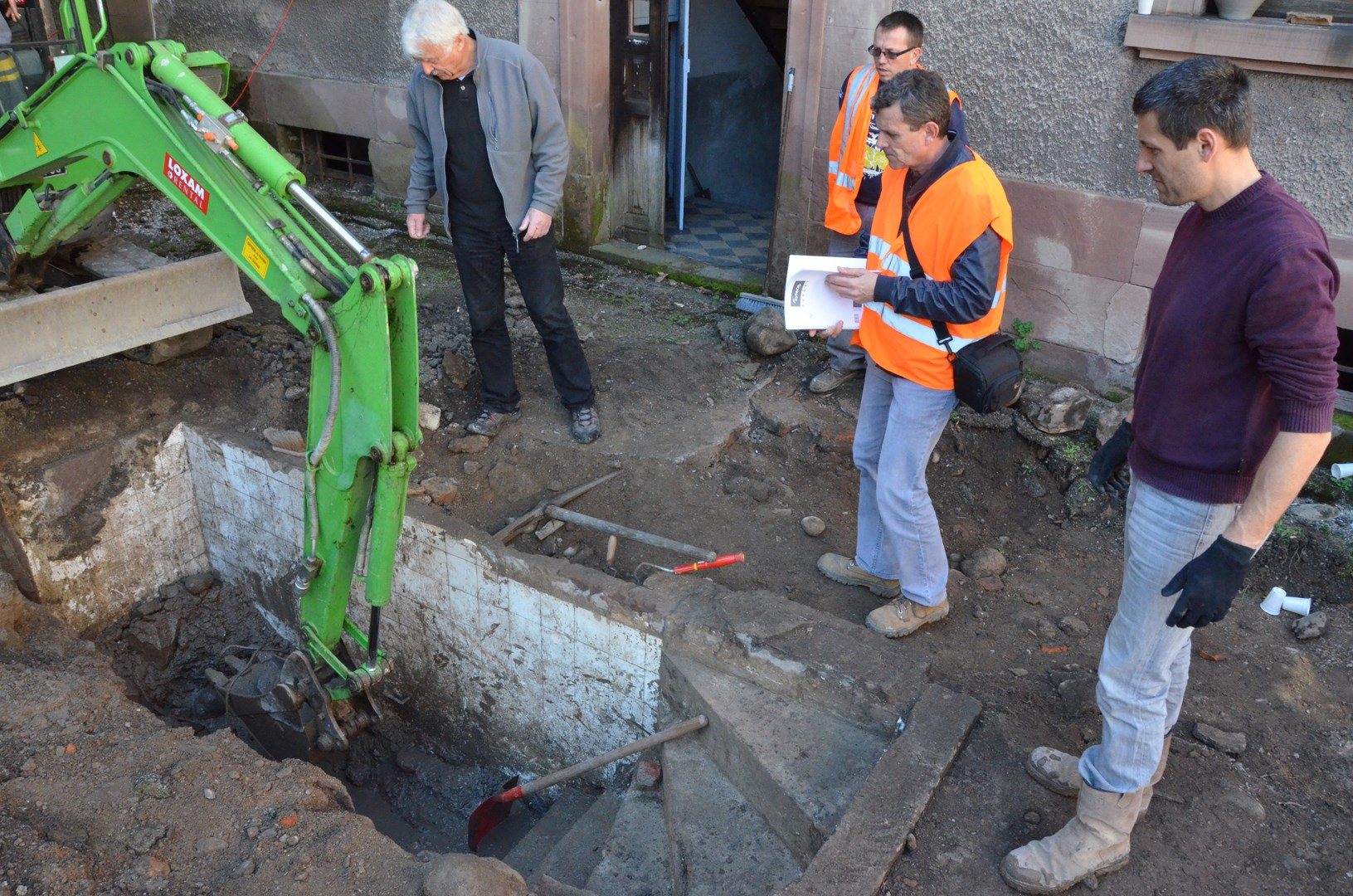
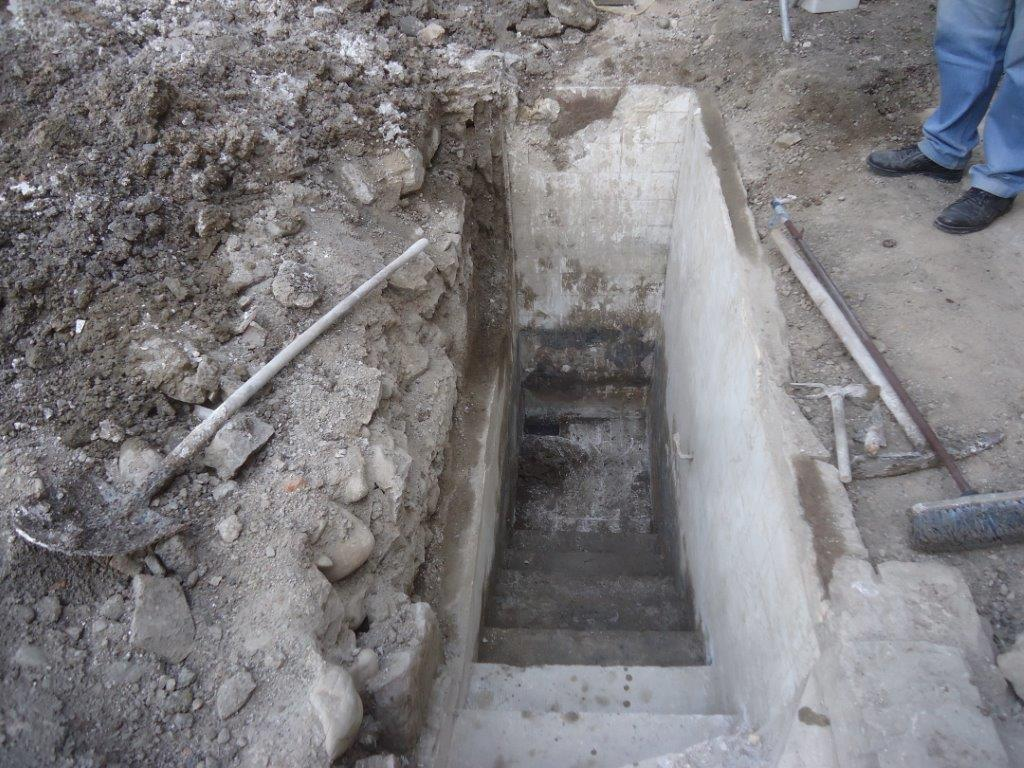

## Le «vieux cimetière» juif de Thann
Jusqu'à la création du cimetière en 1798, les membres de la communauté juive de Thann (qui remonte au début du XIVe siècle faisaient partie des 41 communautés juives qui, en 1779, étaient du ressort du Cimetière de Jungholtz.
Le « vieux cimetière » situé rue Humberger abrite 223 stèles et comporte une tombe de 1799 et la plus récente à 1916. Roger Hamon,, lors de son travail de déchiffrage des épitaphes, a attiré l'attention sur le fait exceptionnel qu'à Thann de nombreuses stèles s'inspirent du style gothique de la collégiale, comme pour s'efforcer de répondre et d'être en harmonie avec l'église catholique (Ce qui lui laissait penser que les sculpteurs étaient vraisemblablement les mêmes que ceux qui entretenaient la Collégiale Saint-Thiébaut de Thann). On remarquera également que, contrairement à l'obligation qui leur est faite après l'annexion allemande de 1870 de n'utiliser que la langue allemande pour leurs inscriptions, les juifs adoptaient toujours l'hébreu et le français.
Le vieux cimetière a fait l'objet d'une opération de restauration, à l'initiative de l'Association des Amis de la Synagogue de Thann, en juillet 2015.
Un nouveau cimetière a ensuite été aménagé rue d'Aspach, au lieu-dit Steinacker. Une stèle en pierre gravée porte le nom des juifs thannois déportés,.

Le vieux cimetière juif de Thann.
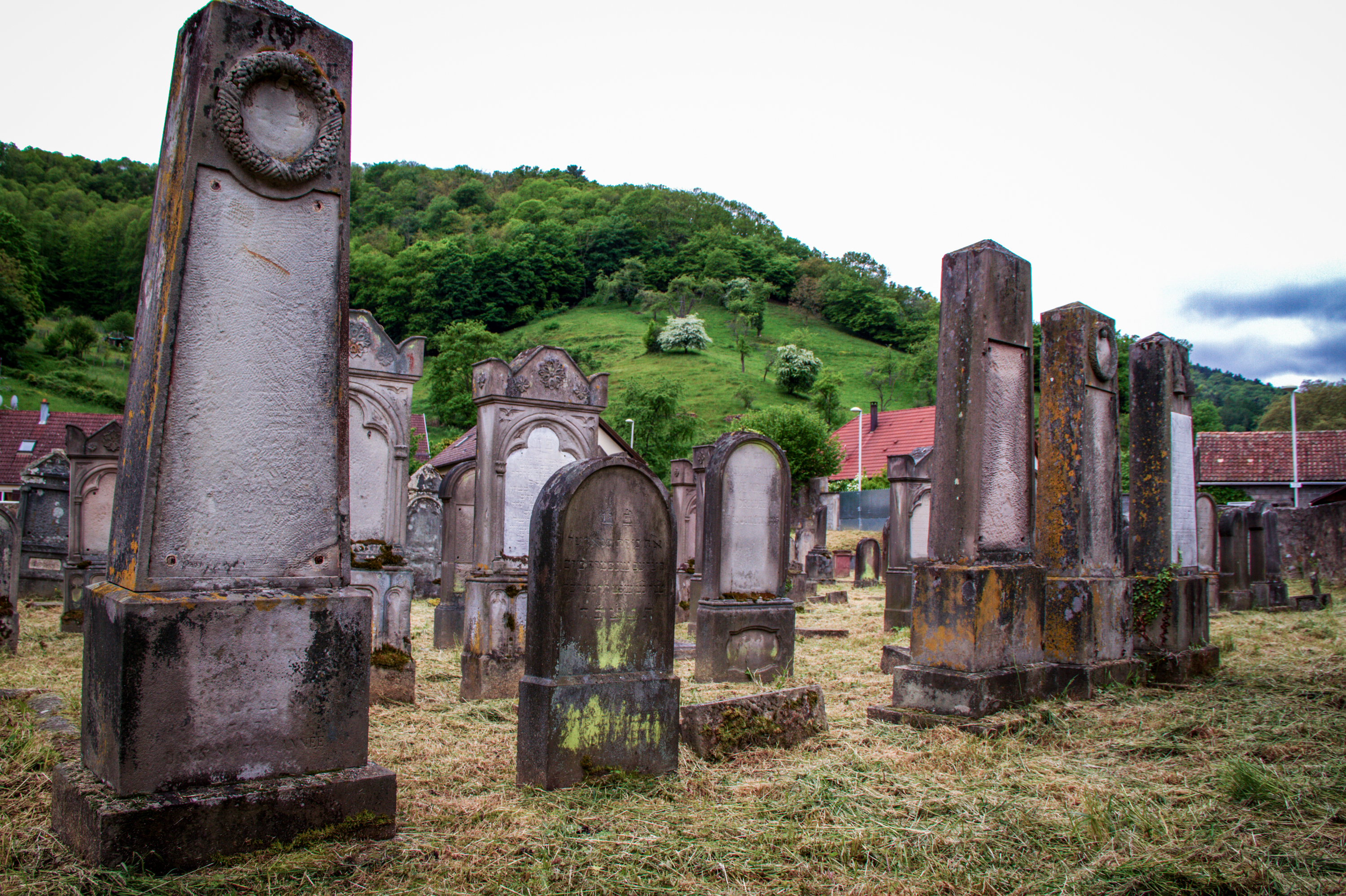
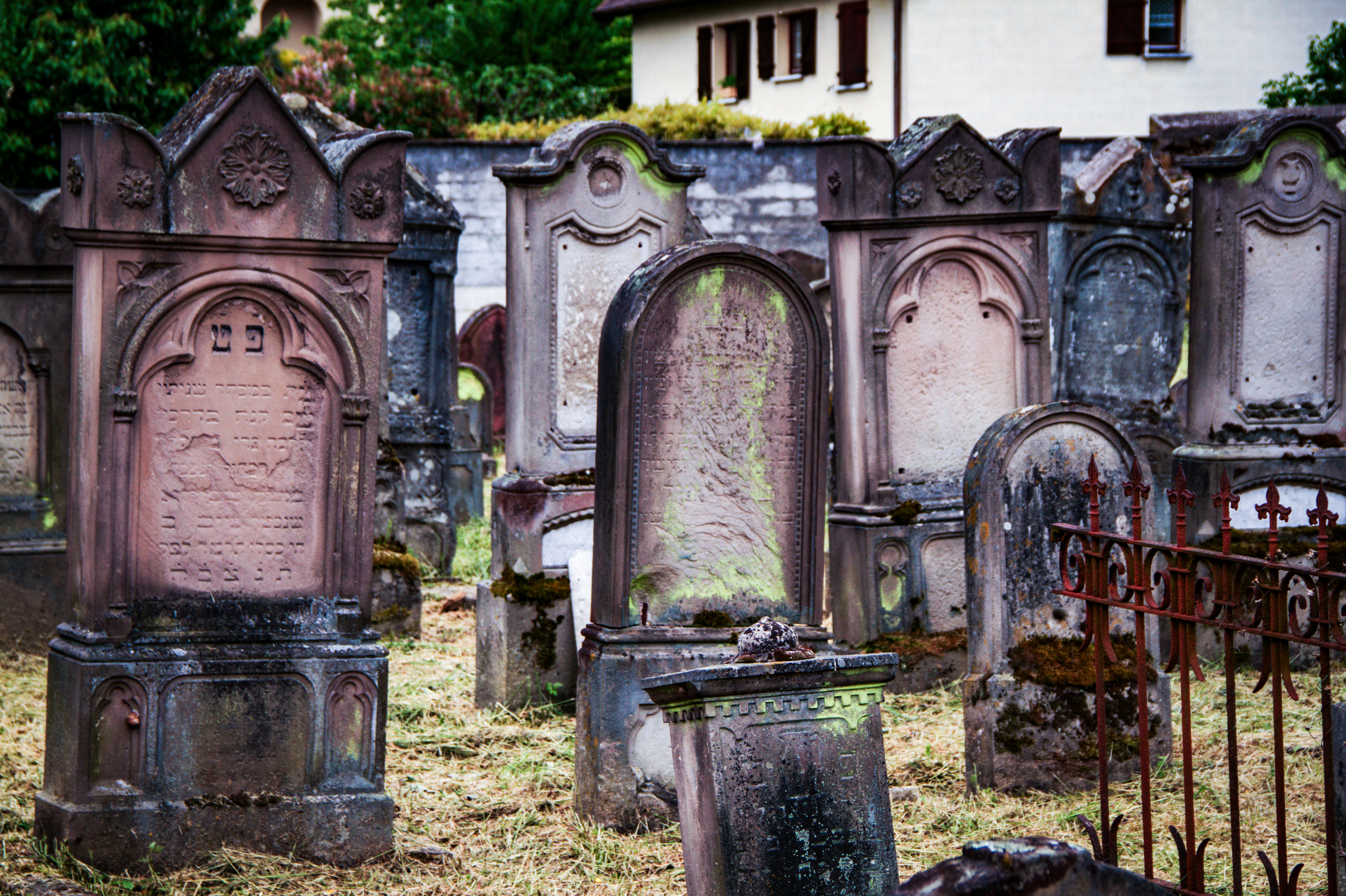
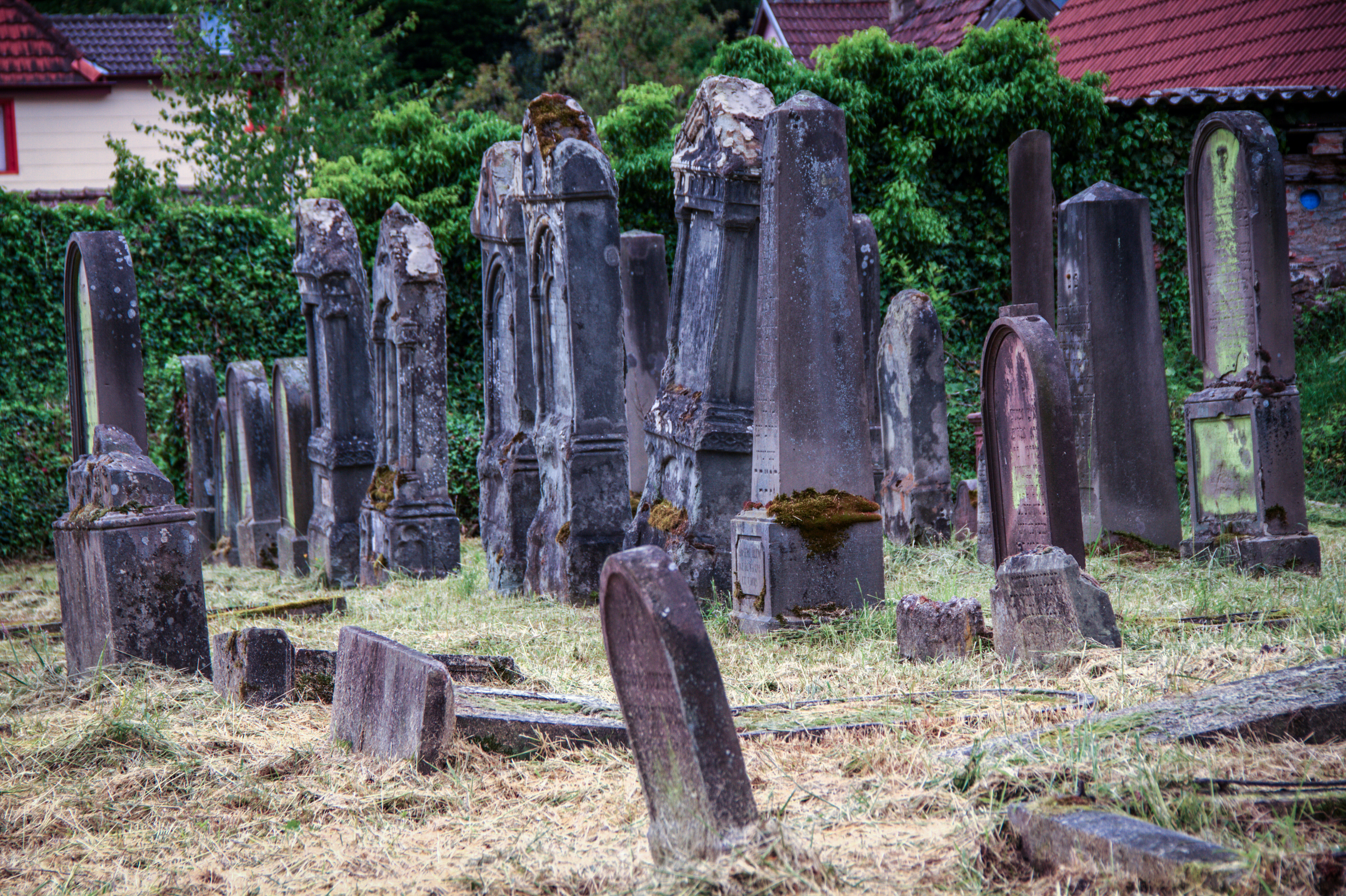
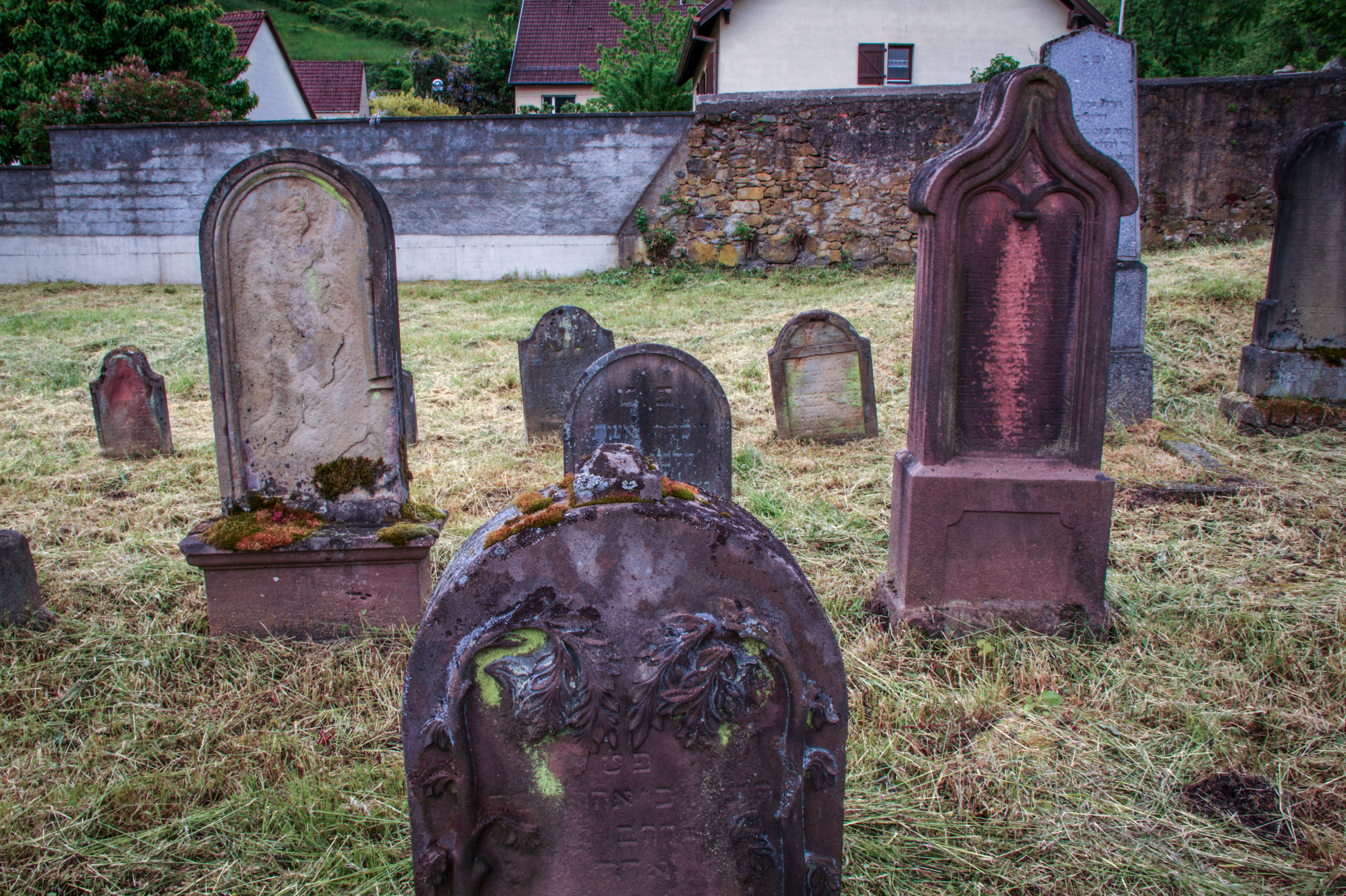

## L’association de sauvegarde et mise en valeur du patrimoine juif de Thann

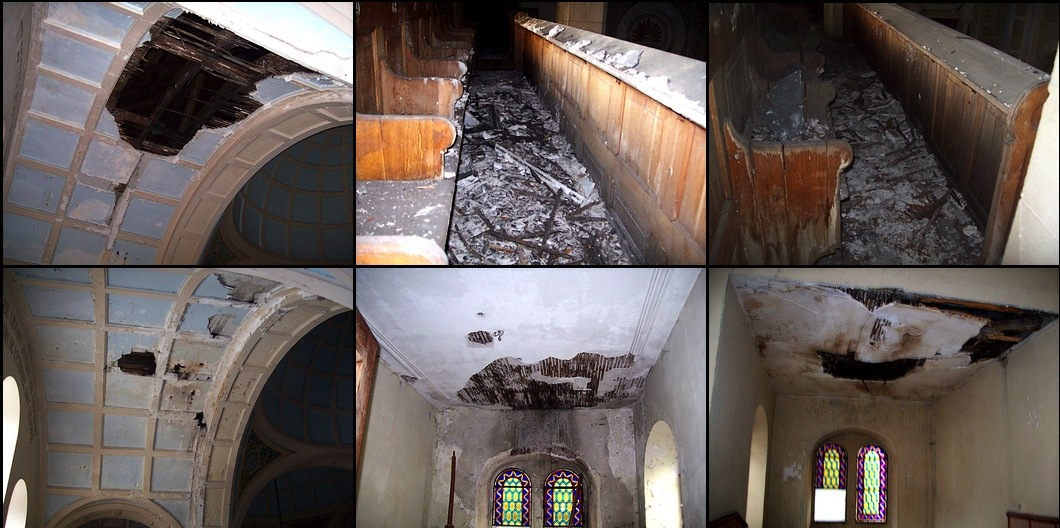
État du 1er étage en 2013.

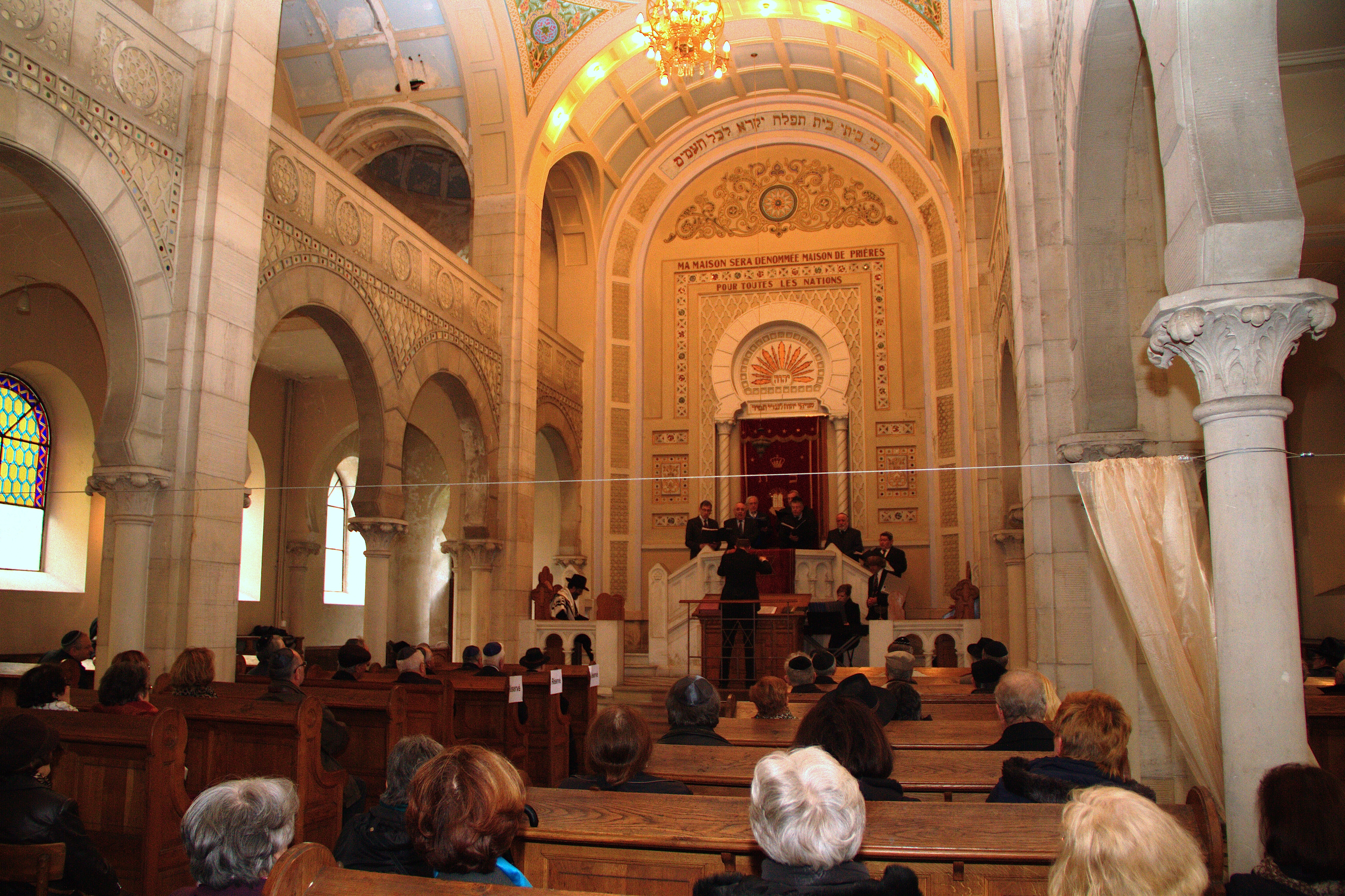
Concert de chants liturgiques en présence du grand rabbin Claude Fhima le 26 mai 2013.

Cette association souhaite contribuer à la préservation, la mise en valeur, et l’animation du patrimoine israélite de Thann et ses environs. Pour cela elle se propose d'approfondir les recherches documentaires et historiques et d’élaborer des dossiers, en accord avec le Consistoire, la Communauté israélite Thann-Cernay, la Ville de Thann, les services compétents de l’État (Direction régionale des Affaires culturelles / Conservation régionale des monuments historiques), Service régional de l'archéologie, la Région (service régional de l’inventaire qui est déjà intervenu pour dresser un inventaire du patrimoine local) et des Archives départementales du Haut-Rhin pour :
- la protection par une inscription sur l’Inventaire supplémentaire des monuments historiques de la synagogue et de la maison du Rabbin et le classement des éléments historiques remarquables et constituant la mémoire de la communauté juive de Thann (tombes du XVIIe siècle, Mobilier intérieur de la synagogue.
- la recherche des financements : État (Ministère de la Culture et de la Communication), Région Alsace, département du Haut-Rhin, ville de Thann, Mécénat, Communauté propriétaire) d’une part pour la restauration de la synagogue[48] et d’autre part l’acquisition et la réutilisation du logement du Rabbin en musée juif et centre de documentations. À cet effet l’association peut délivrer des attestations fiscales pour la déduction des dons des particuliers et des organismes privés[49]. D'autre part, la synagogue de Thann, lauréate 2016 de la Fondation du patrimoine, a reçu le soutien de celle-ci pour la réfection des couvertures qui nécessite l'intervention de professionnels[50],[51],[52],[53], préalable indispensable pour permettre la restauration des éléments affectés par les infiltrations d’eau. L’association « Les amis de la synagogue de Thann » a en outre reçu le soutien de l’Association Conservatoire du Patrimoine Religieux en Alsace (ACPRA)[54],[55].
- Le projet de sauvegarde de la synagogue a été retenu par la commission de sélection du loto du patrimoine créé par Stéphane Bern[56],[57] et a bénéficié d'une aide de la Mission Bern de 23 000 €uros dans le cadre de l'opération Loto du patrimoine et du soutien de la Fondation du patrimoine[58].

Depuis 1983, année au cours de laquelle le dernier mariage a été célébré à la synagogue de Thann, aucun office n'y a eu lieu.

### Les animations et événements organisés par l'association "Les Amis de la synagogue"
- Concert baroque aux journées du patrimoine 2010[59]
- Concert de musique classique en 2012.
- Le 26 mai 2013, une conférence et un concert de chants liturgiques, sous la présidence le grand rabbin du Haut-Rhin Claude Yaacov Fhima[60], ont été organisés pour présenter la synagogue à la population thannoise, aux élus et associations de sauvegarde du patrimoine[61].
- Un concert de musique klezmer, de musique tzigane et de swing s'y tient le 5 juillet 2015, au profit de la restauration de l'édifice[62].
- Parallèlement plusieurs initiatives concourent à l’intégration de la synagogue de Thann à la Route du judaïsme alsacien[63].
- Une manifestation, le 4 septembre 2016, se déroule à l'occasion de la 1re tranche des travaux de la synagogue et de l'exposition "Patrimoines de nos régions, patrimoine en devenir", rétrospective des 20 ans de la Fondation du patrimoine[64].
- L'association "Les Amis de la synagogue de Thann" a obtenu le « Grand prix 2017 de la Société d'histoire des Israélites d'Alsace et de Lorraine »[65].
- La synagogue de Thann a par ailleurs été proposée, en février 2017, pour le "prix du patrimoine"[66],[67].
- La première manifestation des "Rencontres culturelles de la synagogue de Thann s'est déroulée le 30 juillet 2017, sur le thème « La Suisse pendant la 2e Guerre mondiale : le paradis de l'enfer »[68], par Fabienne Regard, Dr en sciences politiques, Université Elie Wiesel – Paris[69], Chercheuse scientifique (Histoire et mémoire de la Shoah, Histoire orale et audiovisuelle, didactique sur la Shoah) et thérapeute. Avec des concerts : Harts un Gefil : Chants yiddish, hébreux et judéo-espagnols, Pierre Meltz au chant et Walter Brinkmann à la guitare[70].
- Les "4e musicale aux chandelles", le 10 septembre 2017 sur le thème Un voyage au cœur de la musique juive du monde et toute la diaspora, avec Did Selera, baryton et Raphaël Janchez au piano[71].
- Deuxième édition des Rencontres Culturelles de la Synagogue de Thann " en mai 2018 " : Cinéma : Mémoire et Histoire[72],[73].
- Itinéraire europénen « Hébraïca : Vignes et patrimoine » : Thann km 0, départ le dimanche 16 septembre 2018 sur le parvis de la Synagogue de Thann avec ambiance musicale[74],[75].
- Journée portes ouvertes du patrimoine[76],[77].
- 05 septembre 2021, Manifestation organisée par le Consistoire israélite du Haut-Rhin et les Amis de  la Synagogue de Thann, et inauguration de la 3ème tranche de travaux de restauration de la synagogue, à l'occasion des Journées européennes de la culture juive.
- Les Journées européennes de la culture juive 2022, sur le thème "Renouveau" :

04 septembre 2022 : Visite guidée "Le renouveau de la synagogue de Thann", par Jean-Luc Isner architecte du patrimoine ; Conférence par M. le Rabbin de Mulhouse Nicolas Levintov "Re-nouveau dans le judaïsme et Mikvé, symbolisme et pratique de la purification par l'eau"; Portes ouvertes et visite libre avec Mme Schmitt. Exposition "Les juifs et le Judaïsme dans l'Art médiéval en Alsace".
10 septembre 2022 : Synagogue : Visite commentée par MM Philippe Fellmann et Frédéric Mathis. Exposition "Les juifs et le Judaïsme dans l'Art Médiéval en Alsace". Vieux cimetière juif : visite guidée par MM. Roger Hamon et Dominique Schmitt.
- 17 mai 2023 : La 8ème musicale aux chandelles. À corde & Vous. Humour juif et klezmer avec le trio Di Freynt, lorsque contrebasse, accordéon et violon dialoguent avec les lectures de la conteuse Myriam Weill.